# 耶路撒冷王國
耶路撒冷王國（拉丁語：Regnum Hierosolimitanum），又史称耶路撒冷法蘭克王国（法語：royaume franc de Jérusalem），是一个在第一次十字军东征以后于1099年建立在南部黎凡特的天主教王国。该王国从1099年起持续了近两百年，直到1291年被埃及马穆鲁克苏丹国攻陷最后一块领土阿卡为止。它的历史被分为了两个明显不同的时期，第一王国从1099年持续到1187年被萨拉丁几乎完全侵占为止；在随后的第三次十字军东征中，该王国又于1192年在阿卡重建，并沿续到1291年该城的毁灭为止，因此第二王国有时又被称为阿卡王国。

## 地理边界
最初该王国几乎不过是个由十字军东征中占领的城镇和城市组成的松散集合，但是在它12世纪中期的高峰，该王国大致包含了今天以色列，巴勒斯坦和黎巴嫩南部的领地。从地中海开始，该王国是一个延伸的狭长地带，从北边的贝鲁特直到到南边的西奈沙漠，从东边今天的约旦和叙利亚境内直到西边的法蒂玛埃及。其它三个在第一次东征以后建立的十字军国家位于更远一些的北部：埃德萨伯国、安条克亲王国、以及的黎波里伯国。尽管三个国家都是独立的，但它们还是和耶路撒冷紧密联系在一起。在更远处的北方和东方，是亚美尼亚奇里乞亚和拜占庭帝国，在十二世纪耶路撒冷和它们有着紧密的关系。在远处的东方，坐落着众多的穆斯林埃米尔政权，它们最终都統合在巴格达的阿巴斯王朝的哈里发麾下。穆斯林东方的分裂使得十字军的初次東征得以成功，但是随着12世纪时间的推移，王国的穆斯林邻居被开始积极收复失地的努尔丁·赞吉和萨拉丁联合起来。耶路撒冷自身也于1187年沦陷于萨拉丁，而在13世纪王国又由地中海沿岸的几个城市重建起来。在这段时期内，王国由另一个在第三次东征中建立的十字军国家塞浦路斯王国的吕西尼昂王朝统治。王朝的关系也由的黎波里、安条克和亚美尼亚鞏固着。王国很快就越来越受到意大利城邦威尼斯和热那亚，以及神圣罗马帝国的帝国野心的控制。皇帝腓特烈二世（1220-1250年在位）透過联姻取得这个王国，但他的存在却引发王国贵族间的一场内战。王国几乎沦为埃及的阿尤布和马穆鲁克王朝，以及花剌子模和蒙古侵略者在政治和战争上的棋子。作为一个相对较小的王国，来自于欧洲的财政和军事上的支援却很少；尽管小型探险为数众多，欧洲人通常不愿意为一个显得日趋没落的理由来一场去东方的昂贵旅行。马穆鲁克苏丹拜巴尔（1260-1277年在位）和阿什拉夫·哈利勒（1290年-1293年在位）最后重新征服所有剩余的十字军要塞，并以1291年阿卡的毁灭为终结。

## 居民
该王国的种族、宗教和语言是多样化的，尽管十字军自己和他们的后代是一个精英的信奉天主教的少数群体。他们从自己西欧的家乡引入了许多习俗和制度，并且和西方在家族和政治上的紧密联系遍及整个王国。受到先前存在的习俗和人口的影响，王国也继承了“东方”的特点，王国居民的大部分是本地的基督徒，尤其是希腊和叙利亚东正教徒，还有逊尼派和什叶派穆斯林。也有少数犹太人和撒玛利亚人存在。当地基督徒和穆斯林，作为被边缘化的低下阶层，往往讲希腊语和阿拉伯语，而十字军则讲拉丁语，法语和其他西欧语言。尽管地域狭小，存在时间也相对较短，王国的确切性质以及它的起源、习俗、法律和人口仍有争议。耶路撒冷王国的头衔仍然被现代的王室继续声称保有。

## 历史

### 第一次十字军东征和王国的奠基
1095年，教宗乌尔班二世於克莱蒙特会议號召基督徒征討異教徒，於是發起第一次十字军东征。一開始目的是协助拜占庭帝国对抗塞尔柱突厥人的入侵，但主要目标很快就变成了解放圣地。拜占庭经常就安纳托利亚和叙利亚的控制权与塞尔柱和其他突厥王朝之间爆发战争。逊尼派的塞尔柱人曾经统治着大塞尔柱帝国，但是1092年马立克沙一世去世以后，这个帝国就崩溃为了几个较小的国家。马立克沙在安纳托利亚的罗姆苏丹国的统治由基利傑阿爾斯蘭一世继承，而在叙利亚则由他的兄弟突突什一世继承，后者死于1095年。突突什的儿子法赫尔·穆尔克·拉德万和杜卡克分别继承了阿勒颇和大马士革，使得叙利亚，包括那里的埃米尔们还有摩苏尔的阿德贝格卡布卡，更加分裂和对立了。安纳托利亚和叙利亚埃米尔们的一盘散沙使得十字军能够克服他们在通向耶路撒冷的路上遇到的任何军事抵抗。
埃及和巴勒斯坦的大部分是由在塞尔柱人到来之前就深入扩张到叙利亚的阿拉伯什叶派法蒂玛王朝的哈里发控制的。法蒂玛和塞尔柱之间的战争对当地的基督徒和西方朝圣者造成了极大的伤害。法蒂玛王朝，名义上由哈里发穆斯塔利统治，但实际上是由维齐尔阿夫达·沙汉沙阿控制，于1073年将耶路撒冷丢给了塞尔柱人；他们又于1098年从一个与塞尔柱人有关系的较小的土耳其部落，阿尔图格人手里重新占领了耶路撒冷，时间正好就在十字军到来之前。

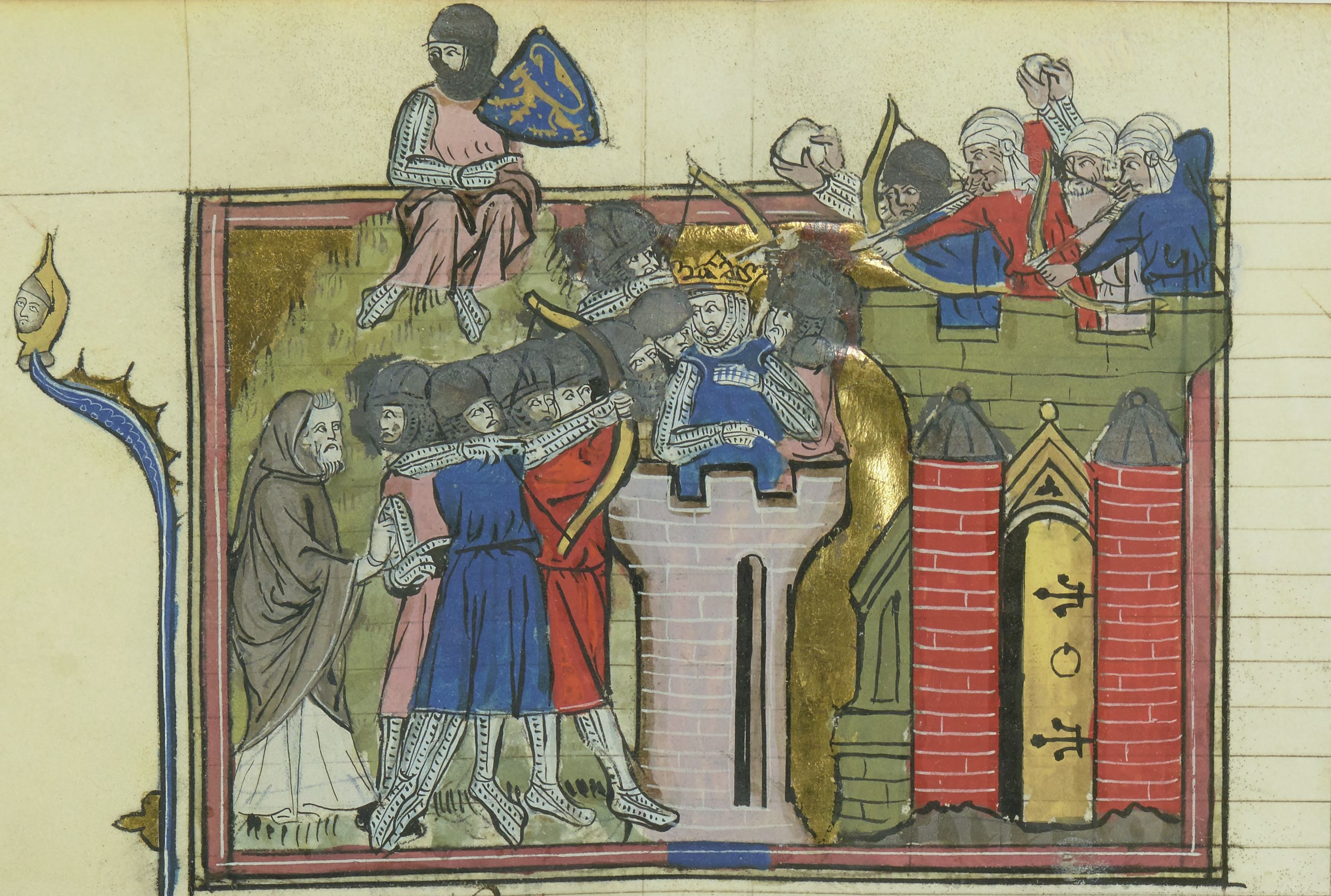
在1099年成功夺取耶路撒冷以后，布永的哥德弗雷，第一次十字军东征的领袖，成为了耶路撒冷王国的首位统治者。

1099年的6月，十字军抵达耶路撒冷，並奪取拉姆拉、卢德、伯利恒等邻近的一些城镇，並於7月15日占领耶路撒冷。7月22日，在圣墓教堂召开了一场会议，为新成立的耶路撒冷王国设立国王。图卢兹的雷蒙德四世和布永的哥德弗雷被确认为十字军东征和围攻耶路撒冷的领导人。两人中雷蒙德更富有也更强大，但一开始他拒绝成为国王，也许是试图证明他的虔诚以及可能认为反正其他贵族会坚持他当选。更受欢迎的哥德弗雷并不像雷蒙德那样犹豫，接受了世俗领袖的地位。尽管众所周知他取得了“圣墓保护者”（Advocatus Sancti Sepulchri）的头衔，该头衔只在一封不是由哥德弗雷本人书写的信函中使用过。相反，戈弗雷自己似乎已经习惯了较为含糊的字眼元首，或者干脆保留了他下洛林公爵的称号。根据提尔的威廉于哥德弗雷已经成为一名传奇英雄的12世纪所写，他拒绝在基督戴上荆棘的王冠的地方戴上黄金的王冠。僧侣罗伯特是十字军东征中唯一一个记载了哥德弗雷取得“国王”头衔的当时的编年史作家。雷蒙德被激怒了，带着他的军队离开城市外出寻找粮草。新的王国，以及哥德弗雷的名声，在次征服这一个月后的8月12日，透过在阿斯卡隆战役击败阿夫达·沙汉沙阿指挥的法蒂玛埃及军队而得以巩固，而雷蒙德与哥德弗雷的持续对立却阻止了十字军取得对阿斯卡隆本身的控制。
该如何处置这个新王国仍有一些不确定的地方。教宗使节比萨的戴姆伯特意图建立一个政教合一直属于教宗控制的国家，他深信哥德弗雷会将耶路撒冷作为拉丁宗主教区交给他。根据提尔的威廉记载，哥德弗雷可能已经打算支持戴姆伯特的努力，并且如果戴姆伯特被允许统治耶路撒冷的话，他同意占领“一两个其它的城市来扩大王国”。哥德弗雷确实透过占领雅法、海法、提比里亚和其他城市增加了王国的疆界，减少了许多其它沦为附庸的因素。他奠定了王国内的封建系统，建立了加利利亲王国和雅法伯国。但他的统治是短暂的，他于1100年病逝。他的兄弟布洛涅的鲍德温成功地赶走了戴姆伯特，作为“耶路撒冷的拉丁人的国王”为自己取得了耶路撒冷。戴姆伯特以在伯利恒，而不是在耶路撒冷为鲍德温加冕作为妥协，但是作为一个世俗国家的道路已经奠定了。在这个世俗的框架内，一个凌驾于还保留着自己的层次结构的当地东方正教会、东方正统教会、东方亚述教会权威的大公教会阶层被建立了（天主教会认为他们闹分裂因此是非法的）。在拉丁宗主教区下面还有四个附属的大主教区和许多教区。

### 扩张
在鲍德温统治的期间，王国得到了进一步扩张。1101年，少數的十字軍为王国带来援軍，鞏固了防禦，拉丁居民的数目因此而增加。在他1115年横跨约旦的远征之后，鲍德温让法兰克人和当地基督徒重新住进了耶路撒冷。在意大利城邦和其他冒险家，尤其是著名国王挪威的西居尔一世 的帮助下，鲍德温占领了港口城市阿卡（1104年）、贝鲁特（1110年）和西顿（1111年），从而确立了他对北方的其它十字军国家──埃德萨（于1097年在十字军东征时就已建立），安条克，以及他于1109年协助占领的的黎波里的宗主权。透过在拉姆拉和王国西南其他地方与法蒂玛王朝的多次战斗，以及于1113年在东北与大马士革和摩苏尔的散那布拉战役，他成功地抵御了穆斯林的武装入侵。正如托马斯·马登所说，鲍德温是“耶路撒冷王国真正的奠基者”，他“已将一纸脆弱的协议变成了一个坚实的封建国家。透过才华与勤奋，他建立了一个强大的君主政治，征服了巴勒斯坦海岸，调解了十字军的男爵们，建立了强大的边境线来对抗王国的穆斯林邻居们。”

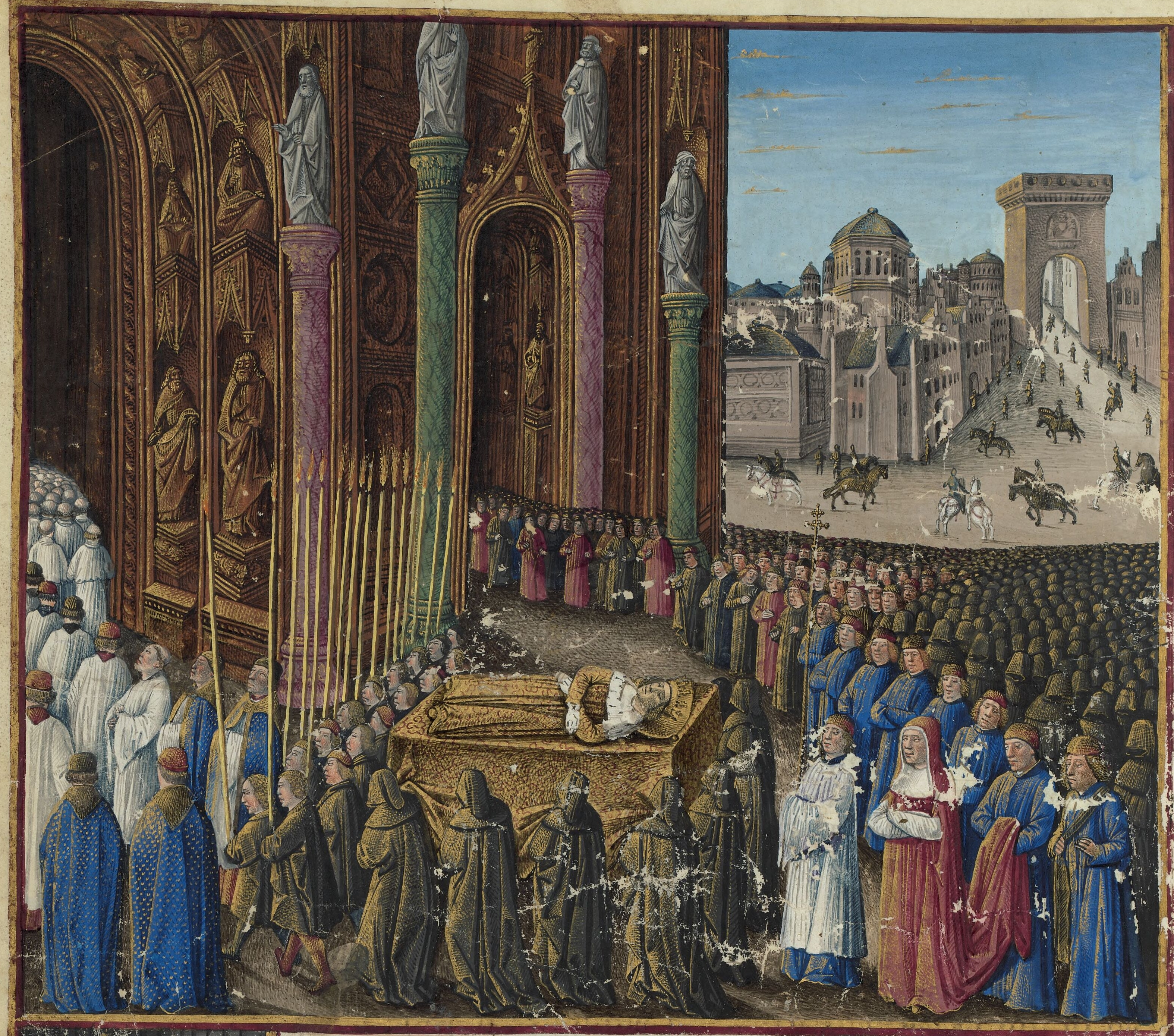
《查理大帝以来至1462年法国对抗突厥人的战争纪实》一书中鲍德温一世的葬礼。

鲍德温的元配是一位亚美尼亚人，传统上被称为阿尔达（儘管从未被当时的人们这样称呼）。原先鲍德温會迎娶阿尔达是为了增加来自于在埃德萨的亚美尼亚人的政治上的支持。到了耶路撒冷，鲍德温不再需要亚美尼亚人支持，便迅速抛弃了她。没有离婚他就又于1113年娶了西西里的摄政阿德莱德·德爾瓦斯托，但是同样又于1117年被说服与她离婚；阿德莱德在第一次婚姻的儿子，西西里的罗杰二世，再也不原谅耶路撒冷，并且在后来的几十年里拒绝向其提供急需的西西里海军的支持。
1118年，鲍德温在与埃及作战的时候去世，没有留下继承人。王国被交到了他的兄弟布洛涅的尤斯塔斯三世手里，而他在十字军东征的时候一直陪伴着鲍德温和哥德弗雷。但尤斯塔斯对此不感兴趣，取而代之王冠被传给了鲍德温的亲戚，可能是鲍德温的表亲，先前就已经从他那里继承了埃德萨的勒布尔的鲍德温。鲍德温是一位有能力的统治者，他极为成功地抵抗了法蒂玛和塞尔柱人的入侵。尽管安条克在1119年的血地之战之后被严重削弱，鲍德温本人也被阿勒颇的埃米尔从1122年一直关押到1124年，鲍德温还是在1125年的阿塞士战役领导十字军国家取得了胜利。他的统治见证了第一批军事修会，医院骑士团和圣殿骑士团的建立；以及王国现存最早的成文法，编写于1120年的纳布卢斯会议；还有1124年的第一份与威尼斯的贸易协议，瓦蒙迪协议。来自于威尼斯的海军与军事上的支持导致了泰尔于当年被占领。耶路撒冷的影响力一直远达埃德萨和安条克，而在两地的领导者阵亡以后由鲍德温二世担任起了摄政，尽管鲍德温被俘期间耶路撒冷也成立了摄政政府。鲍德温与亚美尼亚的贵妇梅利泰内的莫菲娅（Morphia of Melitene）结婚，生了四个女儿：霍迪尔娜（Hodierna）和爱丽丝（Alice），嫁进了的黎波里伯爵和安条克亲王家；伊奥维塔（Ioveta），后来成了一位有影响力的修道院长；以及最年长的梅利桑德，他的继承人，和她作为君主配偶的丈夫安茹的富尔克五世，在他于1131年死后继承了他。他们的儿子，未来的鲍德温三世，被他的外祖父立为共同继承人。

### 埃德萨、大马士革，以及第二次十字军东征

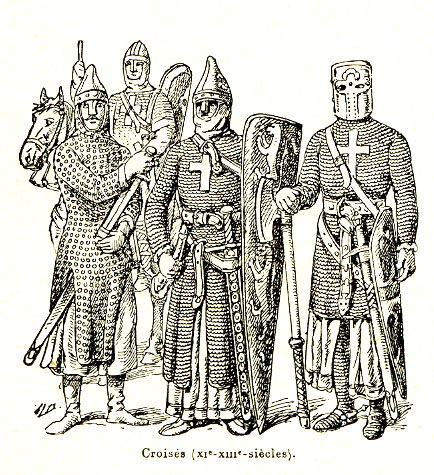
十字军战士

富尔克是一位经验丰富的十字军战士，他于1120年朝圣的时候为王国带来了军事援助。作为安茹的若弗鲁瓦五世的父亲和未来英格兰的亨利二世的祖父，他将耶路撒冷纳入了安茹帝国的范围。并不是人人都能接受让一个外国人来当国王。在1132年，安条克、的黎波里和埃德萨全都坚持它们的独立性，还密谋阻止富尔克行使耶路撒冷对他们的宗主权。他在战争中击败了的黎波里，透过安排伯爵夫人梅丽森德的侄女康斯坦丝（Constance）和他自己的亲戚普瓦捷的雷蒙的联姻，完成了对安条克的摄政。然而，在耶路撒冷，当地的十字军贵族反对富尔克对他的安茹随从的偏爱。在1134年雅法的于格二世（Hugh II of Jaffa）起来反抗富尔克，和阿斯卡隆的穆斯林驻军结盟，因此他被缺席宣判为叛国罪。拉丁宗主教干预此事试图解决争端，但是之后发生了一次针对于格的暗杀企图，这让富尔克成了众矢之的。这次丑闻让梅丽森德和她的支持者如她父亲所愿获得了对政府的控制。因此，富尔克“变得如此怕老婆以至于⋯⋯没有她的知识和帮助，就算是在那些无关紧要的方面他也什么都做不了”
富尔克随即又面临一个新的更危险的敌人：摩苏尔的阿塔贝格赞吉，此人已取得了对阿勒颇的控制，又将目光投放到大马士革；这三国的联合对耶路撒冷日益增长的力量来说，本该是一个沉重的打击。想要在所有十字军国家头上树立帝国的宗主权的拜占庭皇帝约翰二世·科穆宁于1137年-1138年的一次短暂的干预也没能阻止赞吉的威胁；到1139年，大马士革和耶路撒冷都意识到了对两国的威胁的严重性，一项盟约被签订，暂停了赞吉的前进的步伐。富尔克利用这段时间修建了大量的城堡，包括伊贝林（Ibelin）和克拉克。在富尔克和皇帝约翰两人都于1143年在单独外出狩猎时死于事故以后，赞吉于1144年入侵并征服了埃德萨。梅丽森德王后，现在她为自己的长子鲍德温三世（Baldwin III）摄政，任命了一位新的王室总管耶尔日的马纳塞斯，来在富尔克死后领导军队，但是即使赞吉自己于1146年遇刺，埃德萨仍没能收复。埃德萨的陷落震惊了欧洲，第二次十字军东征于1148年抵达。
在六月份于阿卡的会晤后，十字军国王法国的路易七世和德国的康拉德三世同意梅丽森德、鲍德温三世和王国主要贵族的想法，决定攻打大马士革。赞吉的领土在他死后被他的儿子瓜分，大马士革不再感到威胁，因此和阿勒颇的埃米尔──赞吉的儿子努尔丁结盟。也许是想起过去几十年里耶路撒冷从大马士革发起的攻击，大马士革似乎是十字军最好的目标，比阿勒颇或其他北方可供用于收复埃德萨的城市都要好。随后的大马士革围城战是一场完完全全的失败；当城市似乎已到了崩溃的边缘的时候，十字军突然转向了城墙的另一部分，并被赶了回来。十字军于三天内撤退。有背叛和贿赂的传闻流出，康拉德三世感到被耶路撒冷的贵族背叛了。无论失败的原因是什么，法国和德国军队回家了，几年后大马士革就被努尔丁牢牢地掌控住了。

### 内战
第二次十字军东征的失败给王国造成了可怕的长期后果。西方对发动大型远征犹豫了；在之后的几十年里，只来了少量的军队，由想要朝圣的二流欧洲贵族带领。与此同时叙利亚的穆斯林国家被努尔丁联合了起来，他在1149年的伊纳伯战役击败了安条克亲王国，又于1154年获得了对大马士革的控制。努尔丁非常虔诚，在他统治时期圣战的概念被解释为了一种对抗王国的反十字军行为，而这个王国无论是在政治上还是精神上，都是一个阻碍穆斯林团结的障碍。

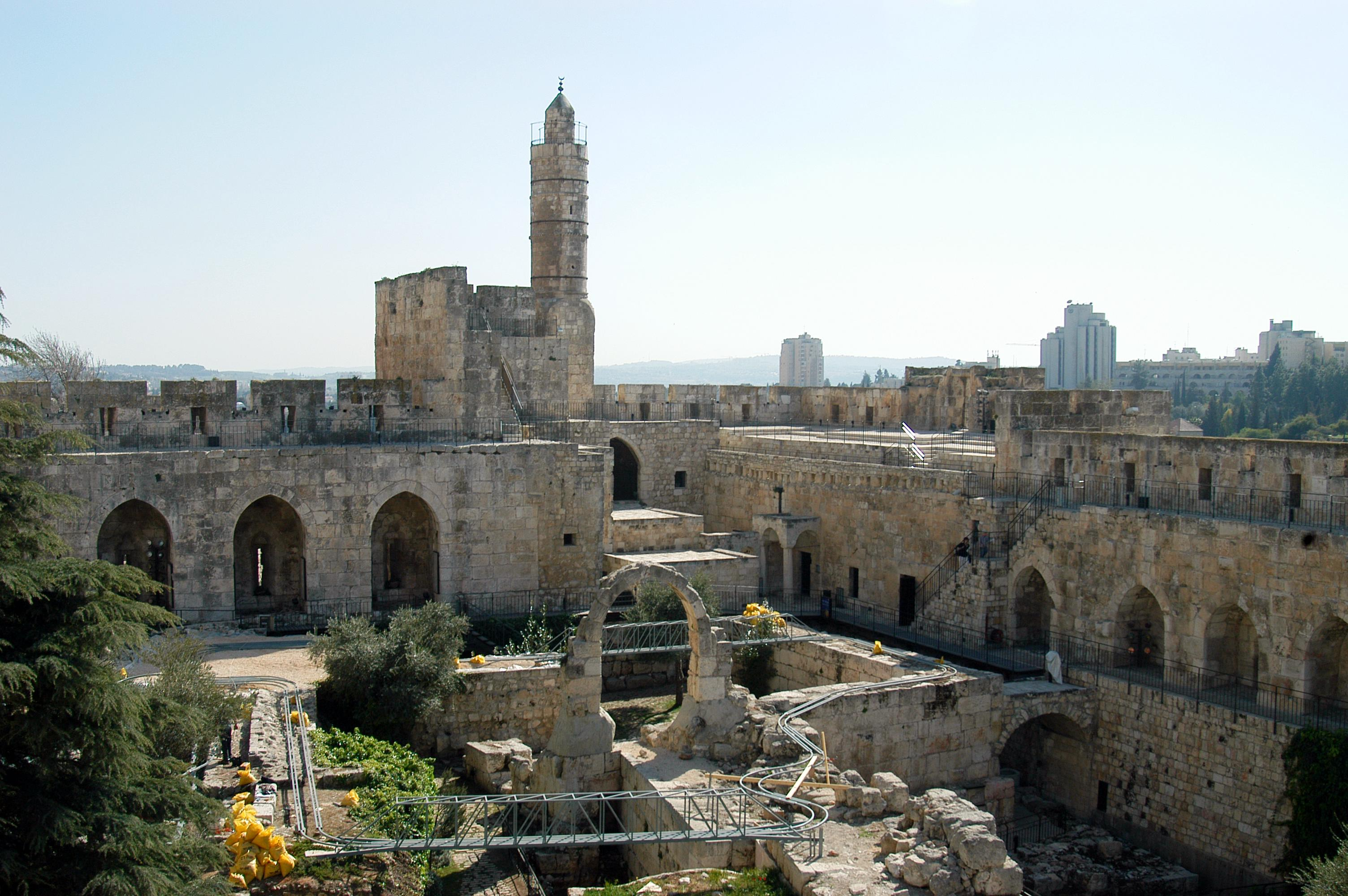
耶路撒冷的大卫塔今天的样子

在耶路撒冷，梅丽森德和鲍德温三世之间的冲突分散了十字军的注意力。鲍德温成年后，梅丽森德仍作为摄政者长期统治。她得到一些人的支持，其中包括耶尔日的马纳塞斯，此人实质上作为王室总管为她进行管理；她的儿子阿马尔里克，她封他为雅法伯爵；米利的腓力；以及伊贝林家族。鲍德温透过调解安条克和的黎波里之间的争端来维护他的独立性，又在伊贝林兄弟开始反对马纳塞斯由于娶了他们的寡母，拉姆拉的赫尔维斯而逐渐膨胀的权力的时候，获得了他们的支持。1153年鲍德温将自己加冕为唯一的统治者，作为折中方案王国被一分为二，鲍德温获得了北方的阿卡和提尔，而梅丽森德仍控制着耶路撒冷和南部的城市。透过他的一位支持者，多隆的汉弗莱二世，鲍德温得以取代梅丽森德。鲍德温和梅丽森德知道这样的局面是无法维持下去的。鲍德温很快就侵入了他母亲的领地，击败了梅丽森德，并把他的母亲围困在耶路撒冷的大卫塔中。梅丽森德投降了，引退到纳布卢斯，但是鲍德温任命她做他的摄政和首席顾问，而她也保留了她的一些影响力，尤其是在任命教会官员方面。1153年，鲍德温向南部要塞阿斯卡隆发起进攻，自王国建立起法蒂玛埃及的军队就不断从那里袭击耶路撒冷。要塞被占领，并被纳入仍由他兄弟阿马尔里克占有的雅法伯国。

### 与拜占庭结盟及入侵埃及

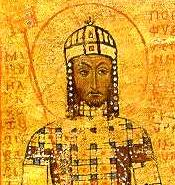
拜占庭皇帝曼努埃尔一世·科穆宁，此人成为了耶路撒冷王国的一位亲密盟友。

随着阿斯卡隆的占领，王国的南部边境现在安全了，而埃及，曾经是王国的主要威胁，现在却在几任年少的哈里发的统治下变得不稳定，沦为了一个附庸国。努尔丁仍是东部的一个威胁，而鲍德温还得抗衡拜占庭皇帝曼努埃尔一世·科穆宁的步步紧逼，后者宣称对安条克亲王国拥有宗主权。为了加强王国对实力不断壮大的穆斯林的防御，透过迎娶狄奥多拉·科穆内娜，曼努埃尔皇帝的一位侄女，鲍德温首次直接与拜占庭帝国结盟；曼努埃尔迎娶了鲍德温的表妹玛丽亚。正如提尔的威廉所记，这么做本来是希望曼努埃尔能够“透过他的富裕解救让我们受苦的苦难，并让我们由贫穷变得富足。”
当鲍德温在他母亲死后一年，于1162年无嗣而终时，王国被传给了他的兄弟阿马尔里克，他延续了鲍德温订下的盟约。1163年埃及的混乱局面导致其拒绝再向耶路撒冷纳贡，并向努尔丁请求援助；作为回应，阿马尔里克发动了入侵，但是却被埃及人在比勒拜斯挖开尼罗河放出洪水赶了回去。埃及大臣沙瓦（Shawar）再次向努尔丁请求帮助，后者派出了他的将军谢尔库赫，但是沙瓦很快就与他对立并与阿马尔里克结盟。阿马尔里克和谢尔库赫都于1164年围攻了比勒拜斯，但是都由于努尔丁进攻安条克而撤退了，在那里安条克的博希蒙德三世和的黎波里的雷蒙德三世于哈里姆战役被击败。似乎安条克自身都要被努尔丁攻陷了，但是当曼努埃尔皇帝向该地区派出一支拜占庭大军以后他撤退了。努尔丁于1166年将谢尔库赫派回埃及，而沙瓦再一次和在巴贝因战役中战败的阿马尔里克结盟。尽管战败，两边都撤退了，沙瓦仍然被驻扎在开罗的一支十字军控制着。透过1167年迎娶曼努埃尔的侄女玛丽亚·科穆内娜（Maria Komnene），阿马尔里克巩固了他和曼努埃尔的联盟，一个由提尔的威廉率领的使团被派到君士坦丁堡以商讨一次远征，但是等不及曼努埃尔承诺的海军援助，阿马尔里克就于1168年洗劫了比勒拜斯。除此之外阿马尔里克一事无成，而他的行动却促使沙瓦又一次改变了立场，转而向谢尔库赫寻求帮助。沙瓦立刻遭到暗杀，而谢尔库赫于1169年去世的时候，由他的侄子尤素福继承了他，即更加广为人知的萨拉丁。那年，曼努埃尔派出了一支由大约300艘舰船组成的庞大的拜占庭舰队来支援阿马尔里克，杜姆亚特镇在围攻中沦陷。然而，即使携带了足够的食物，拜占庭舰队最多也只能航行三个月。这时十字军准备的辎重耗尽，舰队也撤退了。两边都试图将失败的原因怪罪到对方头上，但是两边都知道没有对方的协助他们就无法拿下埃及。联盟被维持了下来，又一次在埃及的行动计划被制定，但最终还是不了了之。
最终，努尔丁胜利了，而萨拉丁将自己立为埃及苏丹。萨拉丁很快宣称自己独立于努尔丁，而随着阿马尔里克和努尔丁于1174年相继死去，他也开始占尽天时地利地对努尔丁的叙利亚领地施加控制。随着亲西方的曼努埃尔皇帝于1180年去世，耶路撒冷王国失去了它最强大的盟友。

### 鲍德温四世和继承危机
阿马尔里克由他的幼子鲍德温四世继承，但后者在很小的时候就被发现是一个麻风病人。随后的一连串事件经常被解释为两大对立派系之间的斗争，“宫廷党”，由鲍德温的母亲，阿马尔里克的的第一任妻子库特奈的阿格尼丝，她的直系亲属，以及对王国的事务缺乏经验，赞成对萨拉丁开战的从欧洲新來的人组成；而“贵族党”，由的黎波里的雷蒙德和王国的小贵族领导，赞成与穆斯林和平共处。这是提尔的威廉提供的解释，他坚定地站在“贵族”阵营这一边，而他的观点被后来的历史学家所采纳；在20世纪，马歇尔·W·鲍德温（Marshall W. Baldwin）、史蒂文·朗西曼，和汉斯·E·梅耶（Hans E. Mayer）都赞成这一解释。另一方面，彼得·W·艾德布里（Peter W. Edbury），对威廉以及13世纪在法国续写威廉的编年史的作家有争议，认为他们与伊贝林家族中雷蒙德的支持者们结盟，不能被认为是公正的。虽然这些事情显然是一场王朝的内斗，“这场分裂不是发生在本地男爵和西方新来者之间，而是发生在国王的母系和父系亲属之间的。”
普朗西的迈尔斯（Miles of Plancy）曾在鲍德温四世成年以前短暂地担任代政官和摄政。迈尔斯于1174年十月遇刺，而的黎波里的雷蒙德三世伯爵，阿马尔里克的大表弟成为了摄政。有很大的可能是雷蒙德和他的支持者们策划了这起暗杀。1176年鲍德温成年了，尽管生病，在法律上他也不需要一位摄政了。尽管雷蒙德作为他最近的父系亲属对王位有着强烈的渴求，仍有人对其野心有所关注，哪怕他没有自己的直系继承人。为了平衡这一点，国王时不时地倒向他的舅舅，于1176年被任命为管家的若斯兰三世；若斯兰和鲍德温的亲缘关系比雷蒙德更近，但他自己并不想得到王位。
作为一个麻风病人，鲍德温不可能有孩子，也不可能指望能统治很久，所以他的继承问题的焦点落在了他的姐姐西比拉和他同父异母的妹妹伊莎贝拉的身上。鲍德温和他的顾问们认识到有必要让西比拉嫁给一位西方贵族，以便在发生军事危机时从欧洲获得援助；然而雷蒙德仍然在摄政，一场西比拉和蒙特费拉的威廉之间的婚姻被安排下来，后者是法王路易七世和神圣罗马帝国皇帝腓特烈·巴巴罗萨的表亲。本来指望通过和西方皇帝的亲戚结盟，腓特烈能够成为王国的外援。耶路撒冷再次向拜占庭帝国寻求帮助，而皇帝曼努埃尔也在寻求一个方法来恢复他在1176年密列奥塞法隆战役失败后的帝国的威望；这一使命被沙蒂永的雷纳德承担。在蒙特费拉的威廉于1176年抵达以后，他生了病，并于1177年去世，当时西比拉腹中怀有未来的鲍德温五世。雷纳德之后被任命为摄政。
不久之后，亞爾薩斯的菲利普来耶路撒冷朝圣；他是鲍德温四世的表兄，国王想让他摄政和指挥军队，但这两者腓力都拒绝了，尽管他反对任命雷纳德为摄政。腓力之后试图介入为西比拉找第二个丈夫的谈判，并推荐了他自己的一位随从，但本地的男爵们拒绝了他的提议。此外，腓力似乎认为他能够在埃及开拓出一片属于他自己的领土，但他拒绝参加已经计划好的拜占庭-耶路撒冷联合远征。远征被推迟，并最终被取消，而腓力带着他的军队离开去了北方。
耶路撒冷的大部分军队随腓力开到了北方，雷蒙德三世，以及博希蒙德三世要进攻哈马，而萨拉丁则趁机入侵王国。鲍德温被证明是一位积极能干的国王和一位杰出的军事指挥官：他在1177年九月的蒙吉萨战役中击败萨拉丁，尽管数量悬殊，不得不依靠全民动员。虽然生病，鲍德温的存在仍然鼓舞了士气，但直接的军事决策实际上是由雷纳德作出的。
本来计划是勃艮第的于格三世来耶路撒冷和西比拉成婚的，但是由于路易七世去世后的1179-1180年的政治动荡导致于格无法离开法国。同时，鲍德温四世的继母玛丽亚，伊莎贝拉的母亲和西比拉的继母，嫁给了伊贝林的巴利安。在1180年的复活节，雷蒙德和他的表亲安条克的博希蒙德三世试图迫使西比拉嫁给巴利安的哥哥伊贝林的鲍德温。雷蒙德和博希蒙德是鲍德温国王最近的男性父系亲属，并且有可能在国王没有一位继承人或合适的替代人选就去世的情况下争取王位。在雷蒙德和博希蒙德抵达之前，阿格尼丝和鲍德温国王就安排西比拉嫁给了一个普瓦图的新来者，吕西尼昂的居伊，他的哥哥吕西尼昂的阿马尔里克已经是一个在宫廷里站稳了脚跟的人物了。就国际形势来说，作为鲍德温和西比拉的堂兄英格兰的亨利二世的臣下，吕西尼昂兄弟是有用的。鲍德温将八岁的伊莎贝拉许配给多隆的汉弗莱四世，强大的沙蒂永的雷纳德的继子，从而消除伊贝林家族和她母亲对她的影响。
王国中两大派系的纷争影响了1180年新宗主教的选举。当宗主教阿马尔里克于1180年10月6日去世的时候，两个最热门的继承人选是提尔的威廉和凯撒利亚的希拉克略（Heraclius of Caesarea）。在背景和学识方面他们不相上下，但由于希拉克略是库特奈的阿格尼丝的支持者之一，因此在政治上他们分别结盟于对立的党派。圣墓教堂的教士们向国王征求意见，而由于阿格尼丝影响，希拉克略最终当选。有传言称阿格尼丝和希拉克略是恋人，但这一信息来源于13世纪带有偏见的威廉历史的续篇，而且也没有其他的证据来证实这种说法。
在1181年底，沙蒂永的雷纳德袭击了阿拉伯半岛的南部，兵锋直指麦地那，尽管他没有打到那么远。可能就在这个时候，雷纳德还袭击了一支穆斯林马队。当时王国正与萨拉丁休战，而雷纳德的行动被视为一起独立的劫掠行为；很可能他是试图防止萨拉丁把他的军队开到北方攻取阿勒颇，这将加强萨拉丁的地位。作为回应，萨拉丁于1182年向王国进攻，但在贝尔沃城堡（Belvoir Castle）被击败。鲍德温国王，虽然病得很厉害，仍能够亲自指挥军队。萨拉丁试图从海陆两方围攻贝鲁特，而鲍德温则袭击了大马士革领地，但两边都没造成重大的破坏。在1182年十二月，雷纳德在红海发起了一次海军远征，向南一直抵达拉比格。这次远征被击败，而实际上两个雷纳德的人被带到麦加公开处决。如同他早先的袭击行动，雷纳德的远征通常被视为是自私的，同时对耶路撒冷来说也是最终致命的，但是根据伯纳德·汉密尔顿（Bernard Hamilton）的说法，它实际上是精明的策略，旨在损害萨拉丁的威信和声誉。
1183年在全王国征收了一项一般税，这在耶路撒冷是史无前例的，这一点甚至对几乎整个中世纪欧洲来说都是如此。这项税收帮助供养了未来几年里日益庞大的军队。更多的部队当然是必需的，由于萨拉丁最终得以控制阿勒颇，并且随着他的北方领土归于安定，使他能够专注于南方的耶路撒冷。国王鲍德温由于他的麻风病无法理政，以至于任命一位摄政是如此的必要，而吕西尼昂的居伊被选中了，因为他是国王的法定继承人而国王估计已经活不了多久了。毫无经验的居伊领导法兰克军队对抗萨拉丁对王国的入侵，但两边都没捞到什么实际的好处，而居伊则被他的反对者们批评当他有机会的时候没有对萨拉丁发起攻击。
在1183年十月，伊莎贝拉在克拉克嫁给了多隆的汉弗莱，正好遇上萨拉丁的围攻，后者可能是希望抓一些有价值的俘虏。当国王鲍德温，尽管现在又瞎又瘸，却已经康复到足以恢复他的统治和对军队的指挥的时候，居伊被免除了摄政的职务，而他5岁的继子，鲍德温国王同名的外甥鲍德温，于11月被加冕为共王。之后鲍德温国王亲自去给城堡解围，由担架抬着，并由他母亲照顾。他与的黎波里的雷蒙德和解，并任命他为军队指挥官。围城于十二月解除而萨拉丁撤回了大马士革。萨拉丁于1184年试着发起了另一次围攻，但鲍德温又一次击退了进攻，而萨拉丁在回师途中袭击了纳布卢斯和其它的一些城镇。
1184年十月，吕西尼昂的居伊从他在阿斯卡隆的基地领导了一场对贝都因游牧民的攻击。不像雷纳德对马队的攻击，也许还有些军事目的，居伊攻击了一个通常是忠于耶路撒冷并提供有关萨拉丁军队动向情报的群落。同时，国王鲍德温最后一次染病，而的黎波里的雷蒙德，而不是居伊，被指定为他的摄政。他的外甥作为鲍德温五世戴着王冠被带到公开场合露面。鲍德温四世最终于1185年五月因麻风病逝世。
与此同时，继承危机促使一支代表团被派到西方寻求帮助。在1184年，宗主教希拉克略走遍了欧洲宫廷，但是没得到任何帮助。希拉克略向法王腓力二世和英王亨利二世提供“圣墓的钥匙，还有大卫塔的，以及耶路撒冷王国的旗帜”，而不是王冠；后者，作为富尔克的孙子，是耶路撒冷王室的嫡堂兄弟，在托马斯·贝克特被谋杀后答应参加十字军。两位国王都更倾向于留在家里保卫自己的领土，而不是给耶路撒冷的某个小孩当摄政。少数确实抵达耶路撒冷的欧洲骑士甚至没有看到任何战斗，因为与萨拉丁的休战已经被签订了。蒙特费拉的威廉五世是少数前去帮助他孙子鲍德温五世的人之一。
鲍德温五世的统治，由的黎波里的雷蒙德作为摄政和他的舅姥爷埃德萨的若斯兰作为监护人，是短暂的。他是个病弱的孩子，死于1186年夏天。雷蒙德和他的支持者们去了纳布卢斯，据推测是为了防止西比拉自称为王，但西比拉和她的支持者们去了耶路撒冷，在那里王国被决定传给她，条件是她与居伊的婚姻作废。她同意了，但条件是她能够选择自己的丈夫和国王，而在加冕以后，她立刻就亲手为居伊加冕。雷蒙德曾拒绝出席加冕，在纳布卢斯他建议伊莎贝拉和汉弗莱应该加冕取而代之，但汉弗莱拒绝同意这个计划，因为这一定会引发一场内战。汉弗莱去耶路撒冷向居伊和西比拉宣誓效忠，就像雷蒙德的其他大部分的支持者所做的那样。雷蒙德自己拒绝这么做，离开去了的黎波里；伊贝林的鲍德温也拒绝了，放弃了他的封地，离开去了安条克。

### 耶路撒冷的陷落与第三次十字军东征

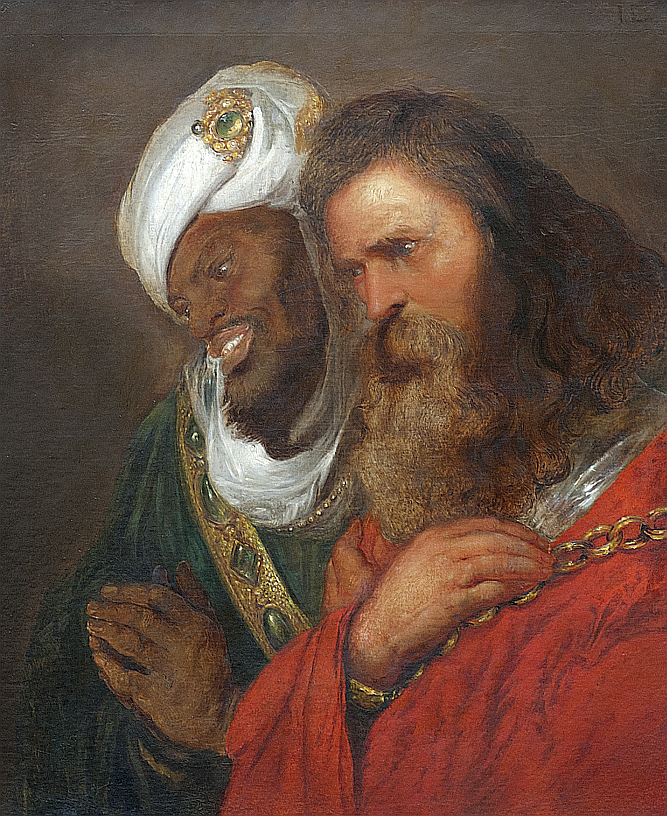
吕西尼昂的居伊（右）被萨拉丁（左）俘获，让·利文斯绘制。

近东，1190年，第三次十字军东征刚开始时

的黎波里的雷蒙德与萨拉丁结盟以对抗居伊，并允许一支穆斯林驻军驻扎在他在提比里亚的封地上，也许是希望萨拉丁帮他推翻居伊。与此同时，萨拉丁已经平定了他的美索不达米亚的领地，现在正急于攻打这个十字军王国，当休战协议于1187年到期以后，他不打算续签了。在休战到期以前，外约旦和克拉克的领主沙蒂永的雷纳德也是居伊的主要支持者之一，意识到萨拉丁正在集结他的部队，就试图通过攻击穆斯林马队来阻止这一点。居伊差点就要对雷蒙德动武了，但是他意识到王国需要团结起来面对萨拉丁的威胁，而伊贝林的巴利安在1187年的复活节促成了双方的和解。萨拉丁再次于四月和五月攻打克拉克，一支穆斯林突击队在一个规模要小得多的使团正在去与雷蒙德谈判的途中袭击了后者，并在拿撒勒附近的克雷森之战中将其击败。雷蒙德和居伊最终同意在提比里亚向萨拉丁进攻，但没能达成一个统一的计划；雷蒙德认为应避免一场激战，但居伊可能想起了他在1183年因避战而面对的批评，决定直接向萨拉丁出击。在1187年七月4日，王国军队在哈丁战役全军覆没。的黎波里的雷蒙德，伊贝林的巴利安，以及西顿的雷金纳德逃脱了，但是雷纳德被萨拉丁处决而居伊被囚禁在了大马士革。
在接下来的几个月里，萨拉丁轻易地占领了整个王国。只有提尔的港口还留在法兰克人的手里，由蒙特费拉的康拉德（即蒙费拉托的科拉多）防守，他是鲍德温五世的叔叔，恰好及时地从君士坦丁堡赶来。耶路撒冷的陷落从本质上终结了耶路撒冷第一王国。因萨拉丁对周边领土的征服导致难民逃离而激增的大量人口，被允许逃往提尔、的黎波里或埃及（在那里他们又被送回了欧洲），但那些不能为自己的自由买单的人都被卖为了奴隶，而那些可能经常被基督徒和穆斯林掠夺的人们也以同样的方式踏上了流亡之路。该城的占领导致了第三次十字军东征，在1189年发起，由狮心王理查、腓力·奥古斯都和腓特烈·巴巴罗萨领导，虽然后者最后在半路上淹死了。
吕西尼昂的居伊，被康拉德禁止进入提尔，开始于1189年围攻阿卡。在持续到1191年的漫长围攻中，宗主教希拉克略，西比拉女王和她的女儿们，以及其他许多人都病死了。随着西比拉于1190年去世，居伊在法律上已经没有王位继承权了，而继承权传到了西比拉的同父异母妹妹伊莎贝拉那里。伊莎贝拉的母亲玛丽亚和伊贝林兄弟（现在与康拉德紧密地同盟）辩称伊莎贝拉和汉弗莱的婚姻是非法的，因为她当时的年龄还不够；与此相关事实上是由于汉弗莱于1186年背叛了他妻子。在一些争议中这桩婚姻被废止了。康拉德，现在作为鲍德温五世最近的父系男性亲属，又已经证明了自己是一位有能力的军队领袖，接着就和伊莎贝拉结婚了，但是居伊拒绝让出王冠。
当理查于1191年抵达的时候，他和腓力在继承纠纷中分别支持不同的阵营。理查支持居伊，他来自普瓦图的附庸，而腓力支持康拉德，他已故的父亲路易七世的表弟。在严重的身体不适和健康欠佳以后，腓力于1191年在阿卡陷落不久之后就回家了。理查在1191年的阿爾蘇夫戰役和1192年的雅法战役击败萨拉丁，收复了了大部分的海岸线，但是无法收复耶路撒冷或任何王国的内陆领土。有人认为，这可能实际上是理查的一个战略决策，而不是失败，因为他可能已经认识到，特别是耶路撒冷，由于远离西方援军能够抵达的海边，只要十字军对其进行防守，实际上就会成为一个战略上的累赘。康拉德于1192年四月被一致推选为国王，但几天以后就被阿萨辛派谋杀。自那八天以后，怀孕的伊莎贝拉被嫁给了香槟伯爵亨利二世，他是理查和腓力的外甥，但是在政治上和理查结盟。作为补偿，理查把塞浦路斯岛卖给了居伊，该岛被理查在去阿卡的途中占领，尽管如此居伊仍继续宣称拥有耶路撒冷的王位，直到他于1194年去世。
随着拉姆拉条约于1192年签署，十字军运动和平地结束了；萨拉丁允许人们前往耶路撒冷朝圣，使得十字军能够履行他们的誓言，在此之后他们都回家了。本地的十字军男爵们则从阿卡和其它沿海城市着手重建他们的王国。

### 阿卡王国
在接下来的上百年里，耶路撒冷王国作为一个小王国偏安于叙利亚海岸。它的首都搬到了阿卡，控制着今天以色列和黎巴嫩南部和中部大部分的海岸线，包括雅法、阿尔苏夫、凯撒利亚、提尔、西顿，以及贝鲁特的要塞和城镇。在最好的时期，它也只包含了几座其它重要城市，像阿斯卡隆和一些内地的堡垒，以及对的黎波里和安条克的宗主权。新国王，香槟的亨利，于1197年意外死亡，而伊莎贝拉第四次出嫁，嫁给了吕西尼昂的阿马尔里克，居伊的哥哥。阿马尔里克二世已经从居伊那里继承了塞浦路斯，并已被腓特烈·巴巴罗萨的儿子，皇帝亨利六世加冕为国王。亨利于1197年领导了一次十字军东征，但是于途中逝世。尽管如此，他的部队还是在1198年回师以前为王国重新占领了贝鲁特和西顿。之后一份与叙利亚的阿尤布王朝之间的五年停战协议于1198年被签订。
阿尤布帝国在萨拉丁于1193年死后就陷入了内战。他的儿子们占据了他帝国的各个部分：阿兹-扎希尔（az-Zahir）控制了阿勒颇，阿齐兹·奥斯曼拥有开罗，而他的长子，阿夫达尔，保留着大马士革。萨拉丁的弟弟阿迪勒一世（常被十字军称为“萨法丁”）兼并了半岛（北美索不达米亚），而阿迪勒的儿子穆阿扎姆占领了克拉克和外约旦。1196年，阿夫达尔被奥斯曼赶出了大马士革。当奥斯曼于1198年死后他又回来了，但是被占领了大马士革城堡的阿迪勒拒之门外。阿迪勒又于1200年征服了开罗，并于1201年将阿夫达尔从大马士革驱逐了出去。他宣布自己为埃及和叙利亚苏丹，将大马士革托付给穆阿扎姆，并将半岛托付给他的另一个儿子卡米勒。
同时，通过埃及重新征服耶路撒冷的计划也在被酝酿。第四次十字军东征在第三次的失败以后被策划，但这次远征却以1204年洗劫君士坦丁堡告终，而牵涉其中的大部分十字军从未抵达王国。然而，在不知道十字军转道君士坦丁堡的情况下，阿马尔里克比预订的入侵计划提前袭击了埃及。伊莎贝拉和阿马尔里克两人都于1205年去世，而又一名未成年少女，伊莎贝拉和康拉德的女儿蒙特费拉的玛丽亚，成为了耶路撒冷女王。伊莎贝拉同母异父的弟弟贝鲁特的大老爷伊贝林的约翰，作为摄政治理国家直到1210年玛丽亚嫁给了一位经验丰富的法国骑士，布里昂的约翰。玛丽亚于1212年在分娩时去世，而布列讷的约翰作为他们的女儿伊莎贝拉二世的摄政继续统治。

### 第五次十字军东征和腓特烈二世

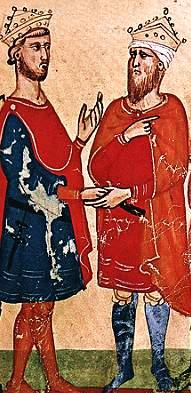
腓特烈二世（左）会见卡米勒（右）。出自乔万尼·维拉尼（14世纪）的新编年史（Nuova Cronica）一书。

1215年的第四次拉特朗公會議召集了一次针对埃及的新的，组织性更好的十字军东征。1217年底匈牙利的安德烈二世和奥地利公爵利奥波德六世抵达阿卡，和布列讷的约翰一起，长途奔袭了包括塔伯山在内的内陆地区，但是没有成功。在匈牙利人出发以后，剩余的十字军从1217年冬到1218年春开始加固凯撒利亚和圣殿骑士团的堡垒朝圣城堡。
在1218年春，当德意志的十字军舰队在阿卡靠岸的时候，第五次十字军东征正式开始了。跟随着当选为十字军领袖的国王约翰，舰队航行到埃及，并于五月包围了尼罗河口的杜姆亚特。围攻进展缓慢，而埃及苏丹阿迪勒于1218年八月去世，据说是因为听说十字军占领了杜姆亚特的一座塔楼后受到了惊吓。他由他的儿子卡米勒继承。1218年秋天从欧洲来的援军抵达了，其中包括教宗的使节阿尔巴诺的佩拉吉乌斯。到了冬天十字军受到洪水和疾病的影响，围攻拖过了整个1219年，此时亚西西的方济各抵达试图谈判停战。尽管阿尤布王朝提供了一个三十年的停战期并归还耶路撒冷和前王国的其它大部分地区，任何一方还是都不能接受条件，十字军最终设法耗尽了城里食物并于十一月将其占领。卡米勒撤退到附近曼苏拉的堡垒，而十字军则留在杜姆亚特度过了整个1219和1220年，等待神圣罗马帝国皇帝腓特烈二世的到来，国王约翰则匆匆返回阿卡抵御穆阿扎姆，后者趁约翰不在对王国发动了袭击。虽然还期待着皇帝能很快到来，1221年七月，十字军向开罗开拔了，但他们却被上涨的尼罗河水挡住了去路，是卡米勒通过破坏沿河的堤坝制造了洪水。苏丹轻易地击败了被困住的十字军并收复了杜姆亚特。皇帝腓特烈实际上则从没离开过欧洲。
在十字军失败以后，约翰走遍欧洲寻求援助，但是只从腓特烈那里获得了支持，后者之后于1225年迎娶了约翰和玛丽亚的女儿伊莎贝拉二世。1228年，伊莎贝拉在生下他们的儿子康拉德四世的时候去世，这孩子继承了他母亲的王位，尽管他从没到过东方。腓特烈曾违背自己率领第五次十字军的诺言，现在却急于巩固他通过康拉德得到的王位。他还有计划加入卡米勒攻击在大马士革的穆阿扎姆，并与埃及使节在意大利就结盟事宜进行谈判。但是在他出发前往圣地一再推迟以后，其中包括遭遇了他的舰队中的一次疾病暴发，他于1227年被教宗格列高利九世开除了教籍。而十字军，并非由腓特烈，而是由他的代表理查德·费兰杰里、林堡公爵亨利四世，以及条顿骑士团大团长萨尔扎的赫尔曼率领，于1227年底抵达东方，在等待皇帝的时候他们开始着手加固西顿，在那里他们建造了海中城堡（Sea Castle），以及之后成为条顿骑士团总部的蒙福爾城堡。由于穆阿扎姆于不久前突然去世，大马士革的阿尤布王朝不敢发起攻击。腓特烈最终于1228年九月赶上了第六次十字军东征，并以他襁褓中的儿子的名义担任王国的摄政。
腓特烈立刻就作为外来者与本地的贵族们发生了冲突，他们中的一些人憎恨他通过塞浦路斯和耶路撒冷强加皇权的企图。塞浦路斯的贵族们自己已经就为还是个孩子塞浦路斯的亨利一世摄政的问题吵成了一片。塞浦路斯高等法院已经选出伊贝林的约翰担任摄政，但亨利的母亲香槟的爱丽丝（Alice of Champagne）希望委任她的一名支持者；爱丽丝和她的党派，吕西尼昂王朝的成员或支持者，站在腓特烈一边，因为他的父亲于1197年将吕西尼昂的阿马尔里克加冕为国王。在利马索尔，腓特烈要求约翰不仅要放弃塞浦路斯的摄政权，而且要放弃约翰自己在大陆上的贝鲁特领主身份。约翰争辩称腓特烈在法律上无权做出这样的要求，并拒绝放弃任何一项头衔。腓特烈就囚禁了约翰的儿子们作为人质以保证约翰对他的十字军的支持。
约翰确实陪腓特烈来到了大陆上，但是腓特烈在那里不受欢迎；他的少数支持者之一，西顿的领主巴利安，于前一年欢迎十字军的到来，现在则作为大使前往阿尤布王朝。穆阿扎姆的死亡使得与卡米勒的结盟提议被否决，后者已经与他的兄弟阿什拉夫从他们的侄子，穆阿扎姆的儿子安-纳西尔·达乌德手里夺取了大马士革（以及耶路撒冷）。然而，卡米勒想必是不知道腓特烈的军队规模很小，也不知道由于腓特烈被逐出教会而导致内部分裂，且希望避免为保卫其领地而与其他十字军衝突。仅仅是腓特烈的存在就足以兵不血刃地夺回耶路撒冷、伯利恒、拿撒勒，以及周围的一堆城堡：这些地区于1229年二月收复，以作为与阿尤布王朝签订的一份十年停战协议和耶路撒冷的穆斯林居民崇拜自由的回报。该合约的条款对于耶路撒冷宗主教，洛桑的杰拉尔德来说是不可接受的，他对全城处以禁令（Interdict）。在三月，腓特烈在圣墓大教堂为自己加冕，但因为他被开除教籍以及禁令的缘故，耶路撒冷从未被真正重新合并进这个继续从阿卡进行统治的王国。
与此同时，在意大利，教宗以腓特烈被开除教籍为借口入侵他的意大利领地；教宗的军队由腓特烈的前岳父布列讷的约翰率领。腓特烈被迫于1229年回家，“不是在胜利中，而是沐浴在（阿卡市民扔的）垃圾中”离开了圣地。

### 伦巴底人战争和男爵东征

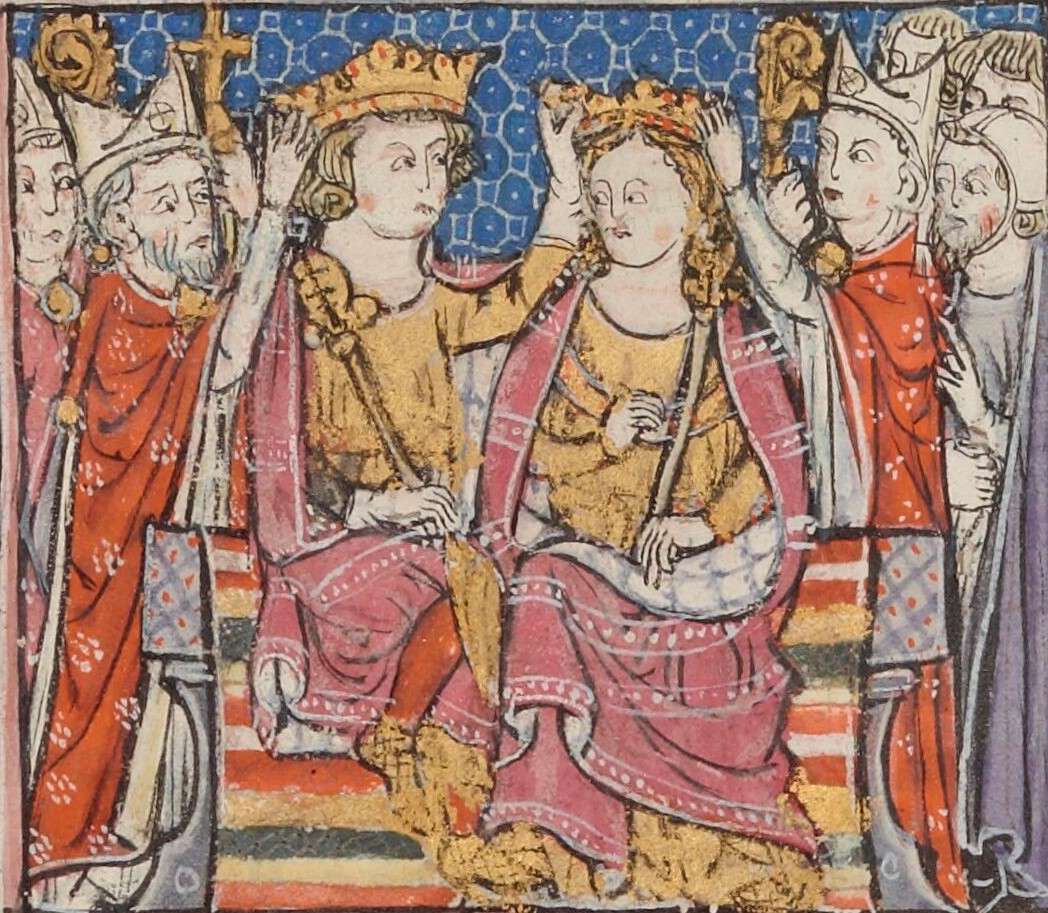
蒙特费拉的玛丽亚与耶路撒冷国王和君士坦丁堡的拉丁皇帝布里昂的约翰的加冕

尽管如此，腓特烈还是于1231年派出了一支帝国军队，由理查德·费兰杰里率领，他占领了贝鲁特和提尔，但还是无法控制阿卡。约翰的支持者们在阿卡城里组建了公社，约翰本人则于1232年当选为市长。在热那亚商人的帮助下，公社重新夺回了贝鲁特。约翰还攻击了提尔，但是被费兰杰里于1232五月在伊姆伯特城堡战役（Battle of Casal Imbert）中击败。
在塞浦路斯，国王亨利一世于1232年成年，约翰的摄政不再是必要的了。约翰和费兰杰里都冲回塞浦路斯维护他们的权威，而帝国军队在六月15日的阿格里迪战役中被击败。亨利成为了无可争议的塞浦路斯国王，但是仍然继续支持伊贝林家族而非吕西尼昂家族和帝国党。在大陆上，费兰杰里有安条克的博希蒙德四世、条顿骑士团、医院骑士团，以及比萨商人的支持。约翰受到他的塞浦路斯贵族，他在贝鲁特、凯撒利亚和阿尔苏夫的大陆领地，以及圣殿骑士团和热那亚人的支持。双方都无法取得任何进展，而格列高利九世于1234年将约翰和他的支持者们开除了教籍。这一处分于1235年部分地撤消了，但是仍没能带来和平。约翰于1236年去世，而战事由他的儿子贝鲁特的巴利安（Balian of Beirut）和他的外甥蒙特福特的腓力（Philip of Montfort）接手。
与此同时，和阿尤布王朝之间的条约于1232年到期了。由腓特烈领导的新的十字军计划最后不了了之，而腓特烈本人于1239年再次被格列高利九世开除教藉。然而，其他的欧洲贵族继续了这项事业，包括香槟伯爵和纳瓦拉国王特奥巴尔多一世、德勒的彼得，以及于1239年九月抵达阿卡的蒙特福特的阿莫里六世。在阿卡的一场会议中，西奥巴德被选为十字军的领袖，王国的大部分重要贵族都出席了这次会议，包括布列讷的瓦尔特，阿尔苏夫的约翰，以及西顿的巴利安。十字军的到来是自伦巴底战争以来的一次短暂的喘息；费兰杰里留在了提尔没有参加。会议决定巩固南方的阿斯卡隆，并进攻北方的大马士革。
十字军可能已经意识到了阿尤布王朝中新发生的分裂；卡米勒已于1238年占领了大马士革，但随后就去世了，而他的领地由他的家人继承。他的儿子阿迪尔·阿布·伯克尔和阿斯-萨利赫·阿尤布继承了埃及和大马士革。阿尤布向开罗进军企图赶走阿迪尔，但卡米勒的兄弟阿斯-萨利赫·伊斯玛仪却趁其不在的时候占据了大马士革，而阿尤布则被安-纳西尔·达乌德（an-Nasir Dawud）俘虏。与此同时，十字军推进到了阿斯卡隆。一路上，布列讷的瓦尔特捕获了旨在补给大马士革的牲畜，同时阿尤布家族可能已经了解到了十字军攻击自己的计划。然而，胜利是短暂的，因为十字军随后就于1239年十一月在加沙被埃及军队击败。巴尔伯爵亨利二世被杀，蒙特福特的阿莫里被俘。十字军返回了阿卡，可能是因为王国本地的男爵们对身在提尔的费兰杰里不信任。达乌德乘着阿尤布王朝的胜利于十二月占领了耶路撒冷，十年休战到期。
尽管阿尤布是达乌德的阶下囚，两人还是联合起来对抗埃及的阿迪尔，阿尤布于1240年攻占埃及。在大马士革，伊斯玛仪意识到达乌德和阿尤布对其地位的威胁，便转向十字军寻求援助。西奥巴德与伊斯玛仪缔结了条约，以作为其领土让步的回报，后者恢复了基督徒对耶路撒冷，以及前王国大部分其他地区的控制，甚至比腓特烈于1229年收复的领土更多。然而，由于在伦巴底战争中受挫，西奥巴德于1240年回家。几乎就在西奥巴德刚刚离开以后，康沃尔的理查就到了。他完成了阿斯卡隆的重建，并与埃及的阿尤布和解。阿尤布于1241年确认了伊斯玛仪的让步，双方交换了在加沙被抓的战俘。理查于1241年返回欧洲。
尽管王国在本质上被恢复了，伦巴底战争仍然继续让王国的贵族们忙得团团转。由于圣殿骑士团与医院骑士分别支持对立的双方，他们彼此还相互攻击，而通过于1241年攻击纳布卢斯，圣殿骑士团撕毁了与阿尤布王朝的和约。康拉德于1242年宣布自己成年，取消了腓特烈的摄政权，也不再需要一位帝国守护者为他治理国家，虽然他还未满15岁，即耶路撒冷惯例的成年年龄。通过康拉德，腓特烈试图送来一位帝国的摄政，但是阿卡的反帝国派辩称耶路撒冷的法律允许他们指定他们自己的摄政。六月，高等法院将摄政一职授予香槟的爱丽丝，作为伊莎贝拉一世的女儿，她是康拉德的姨外祖母和住在王国境内血缘最近的亲戚。爱丽丝下令逮捕费兰杰里，并随伊贝林家族和威尼斯人包围了提尔，该城于1243年七月陷落。伦巴底战争结束了，但国王仍然缺席，因为康拉德从未来到过东方。蒙特福尔的腓力（Philip of Montfort）控制了提尔，而贝鲁特的巴利安继续占有阿卡，他们不让爱丽丝作为摄政行使任何实权。

### 路易九世东征
阿尤布王朝仍然分裂为埃及的阿尤布、大马士革的伊斯玛仪，和克拉克的达乌德。伊斯玛仪、达乌德，以及霍姆斯的曼苏尔·易卜拉欣（al-Mansur Ibrahim）向阿尤布开战，后者则雇佣了花剌子模人为其作战。花剌子模人是从中亚来的游牧突厥人，刚刚因为蒙古人而从遥远的东方流浪至此，现居住在美索不达米亚。在阿尤布的帮助下他们于1244年夏天洗劫了耶路撒冷，只留给基督徒和穆斯林双方一片无用的废墟。十月，花剌子模人随拜巴尔率领的埃及军队与法兰克军队遭遇，后者由蒙特福特的腓力，布列讷的瓦尔特，以及圣殿骑士团、医院骑士团和条顿骑士团的团长们率领，跟随者曼苏尔和达乌德。十月17日，埃及-花剌子模军队摧毁了法兰克-叙利亚联盟，布列讷的瓦尔特被俘，随后就被处决。到1247年，阿尤布已经重新占领了1239年时被承认的大部分的领土，并控制了大马士革。
在1245年的里昂公会议中，教宗英诺森四世讨论了一次新的十字军东征。会议罢免了腓特烈二世，所以不能指望从帝国那里得到什么帮助了，但是法王路易九世已经宣誓继续十字军东征。路易于1248年抵达塞浦路斯，在那里他召集了一支由自己人组成的军队。包括他的那些兄弟阿图瓦的罗贝尔、安茹的查理，和普瓦捷的阿尔方斯（Alphonse of Poitiers），以及那些由伊贝林家族的雅法的约翰、伊贝林的居伊（Guy of Ibelin），和贝鲁特的巴利安领导的塞浦路斯和耶路撒冷的人。埃及再一次成为目标。当十字军于1249年六月登陆的时候，孤立无援的杜姆亚特被占领，但是十字军在那里一直待到了十一月，这时埃及苏丹阿尤布去世，他的儿子图兰沙阿（Turanshah）继位。二月，十字军在曼苏拉战役中被击败，阿图瓦的罗贝尔战死。十字军无法度过尼罗河，又饱受疾病和补给短缺的折磨，便于四月向杜姆亚特撤退。他们于途中输掉了法瑞斯库尔战役，路易也被图兰沙阿俘虏。路易被俘期间，在艾伯克将军的带领下，图兰沙阿被他的马穆鲁克士兵推翻，艾伯克之后于五月释放了路易，换来了杜姆亚特和一大笔赎金。在之后的四年里，路易一直居住在阿卡，协助该城，以及凯撒利亚、雅法，和西顿的再加固工作。在1254年回国以前，他还与叙利亚的阿尤布王朝达成休战，并派遣使团与逐渐开始威胁穆斯林世界的蒙古人进行谈判。在阿卡他留下了大量的法国驻军，由塞尔吉纳的若弗鲁瓦（Geoffrey of Sergines）指挥。
在这期间，香槟的爱丽丝于1246年过世，她的儿子塞浦路斯的亨利一世让雅法的约翰在阿卡出任代理官，以顶替其摄政空缺。当路易九世留在阿卡的时候，亨利一世于1253年去世，他襁褓中的儿子于格二世在塞浦路斯继位。于格也是耶路撒冷名义上的摄政，对于康拉德以及1254年康拉德死后康拉德的儿子康拉丁来说都是如此。塞浦路斯和耶路撒冷两者都由于格的母亲安条克的普莱桑斯（Plaisance of Antioch）统治，但是约翰仍然在阿卡为于格担任代理官。约翰与大马士革议和并试图收复阿斯卡隆；埃及人，现在在马穆鲁克王朝的统治下，则以1256年围攻雅法作为回应。约翰击败了他们，随后就把代理权限转交给了自己的堂兄阿尔苏夫的约翰（John of Arsuf）。

### 圣萨巴斯战争
1256年，威尼斯和热那亚商业殖民地之间的商业竞争升级为了公开的战争。在阿卡，两个殖民地为圣萨巴斯修道院的所有权争执不休。热那亚人，在比萨商人的支持下，袭击了威尼斯区并烧掉了他们的船只，但是威尼斯人还是赶走了他们。威尼斯人随后就被蒙特福特的腓力（Philip of Monfort）逐出了提尔。阿尔苏夫的约翰、雅法的约翰、贝鲁特的约翰二世（John II of Beirut）、圣殿骑士，以及条顿骑士支持威尼斯人，后者还说服了比萨人加入他们，而医院骑士则支持热那亚人。1257年威尼斯人侵占了修道院并摧毁了其防御工事，尽管他们仍无法将热那亚人完全赶走。他们封锁了热那亚区，但是热那亚人从医院骑士那里获得了补给，他们的聚落就在附近，通过蒙特福特的腓力从提尔送来食物。在1257年八月，阿尔苏夫的约翰试图通过给予热那亚的一位意大利盟友安科纳（Ancona）在阿卡城内一些商业权利来结束这场战争，但是除了蒙特福特的腓力和医院骑士团，其他的贵族仍然继续支持威尼斯。1258年六月，腓力和医院骑士进军到阿卡，当时正有一支热那亚舰队从海上攻击该城。威尼斯赢得了海战，热那亚人被迫放弃了他们的地盘，和腓力逃到了提尔。这场战争还蔓延到了的黎波里和安条克，在那里，出身于热那亚十字军的恩布里亚科家族（Embriaco family）和支持威尼斯人的安条克的博希蒙德六世对立。1261年，宗主教雅克·潘塔莱昂组织了一次会议来重建王国内的秩序，尽管热那亚人还是没有回到阿卡。

### 蒙古第三次西征
在这段期间蒙古人来到了近东。他们在更远一些的东部把花剌子模帝國打败令他們流离失所，历任教宗及路易九世都派出使团与他们结盟或谈判，但他们却对结盟不感兴趣。旭烈兀的蒙古軍消滅了木剌夷，並于1258年洗劫了巴格达，消滅阿拔斯王朝。之后是1260年的阿勒颇和大马士革，摧毁了阿巴斯哈里发和阿尤布王朝的最后一点残余並進逼巴勒斯坦地區。亚美尼亚的海屯一世和安条克的博希蒙德六世已向蒙古人俯首称臣。一些蒙古人是景教基督徒，其中包括巴格达和大马士革围城战中的大將怯的不花，但是除此之外，阿卡的贵族们拒绝屈服。由于王国现在是一个相对来说不太重要的国家，蒙古人并没有太在意它，但是1260年还是发生了一些小冲突：西顿的朱利安（Julian of Sidon）的军队杀了怯的不花的侄子，后者就洗劫了西顿作为报复，而贝鲁特的约翰二世也在另一场袭击中被蒙古人俘虏。蒙古人的征服似乎显然已经不可避免，但是最后却陷入了僵局，因为叙利亚的蒙古西征統帥旭烈兀在他的哥哥蒙哥汗死后就回去了，只留下了怯的不花和一小支驻军。埃及的马穆鲁克随后请求通过法兰克人的领土，他们获得了允许，并于1260年九月在艾因札鲁特战役中击败了蒙古人。怯的不花被杀，叙利亚全境都落入了马穆鲁克的控制。在返回埃及的途中，马穆鲁克苏丹忽秃斯被将军拜巴尔刺杀，后者与法兰克人的联盟远不及他的前任那么稳固。後旭烈兀返回波斯建立伊兒汗国和馬木鲁克对持。

### 阿卡的陷落
阿尔苏夫的约翰于1258年去世，他的代理官一职由路易九世在阿卡的副手，塞尔吉纳的若弗鲁瓦继承（Geoffrey of Sergines）。普莱桑斯于1261年去世，但由于她的儿子于格二世尚未成年，塞浦路斯将王位传给了她的外甥安条克-吕西尼昂的于格（Hugh of Antioch-Lusignan），他的母亲是塞浦路斯的伊莎贝拉（Isabella of Cyprus），香槟的爱丽丝和塞浦路斯的于格一世的女儿以及于格二世的姑妈，她接手了阿卡的摄政权。她指定其夫安条克的亨利（Henry of Antioch）（也是普莱桑斯的伯父）为代理官，但是她在1264年去世了。阿卡的摄政一职随后由安条克-吕西尼昂的于格和他的表弟布列讷的于格（Hugh of Brienne）担任，而于格二世尚未成年就于1267年去世了。安条克-吕西尼昂的于格在竞争中胜出，作为于格三世在塞浦路斯继承了于格二世的王位。当康拉丁于1268年在西西里被处决的时候，已经没有其他的霍亨斯陶芬家族的继承人来继承他了，于是于格三世又于1269年继承了耶路撒冷王国。这遭到了吕西尼昂家族另一个分支的非议：安条克的玛丽亚，安条克的博希蒙德四世和吕西尼昂的梅丽森德（Melisende of Lusignan，她自己是伊莎贝拉一世和阿马尔里克二世的一个女儿）的女儿，作为伊莎贝拉一世尚存最年长的亲属对王位提出要求，但是她的要求立刻就被无视了。这时，拜巴尔麾下的马穆鲁克趁着王国没完没了的纷争，开始征服沿海剩余的十字军城市。1265年，拜巴尔取得了凯撒利亚，海法和阿尔苏夫，又于1266年取得了采法特（Safad）和多隆。在1268年他占领了雅法和博福尔（Beaufort），随后围攻并摧毁了安条克。

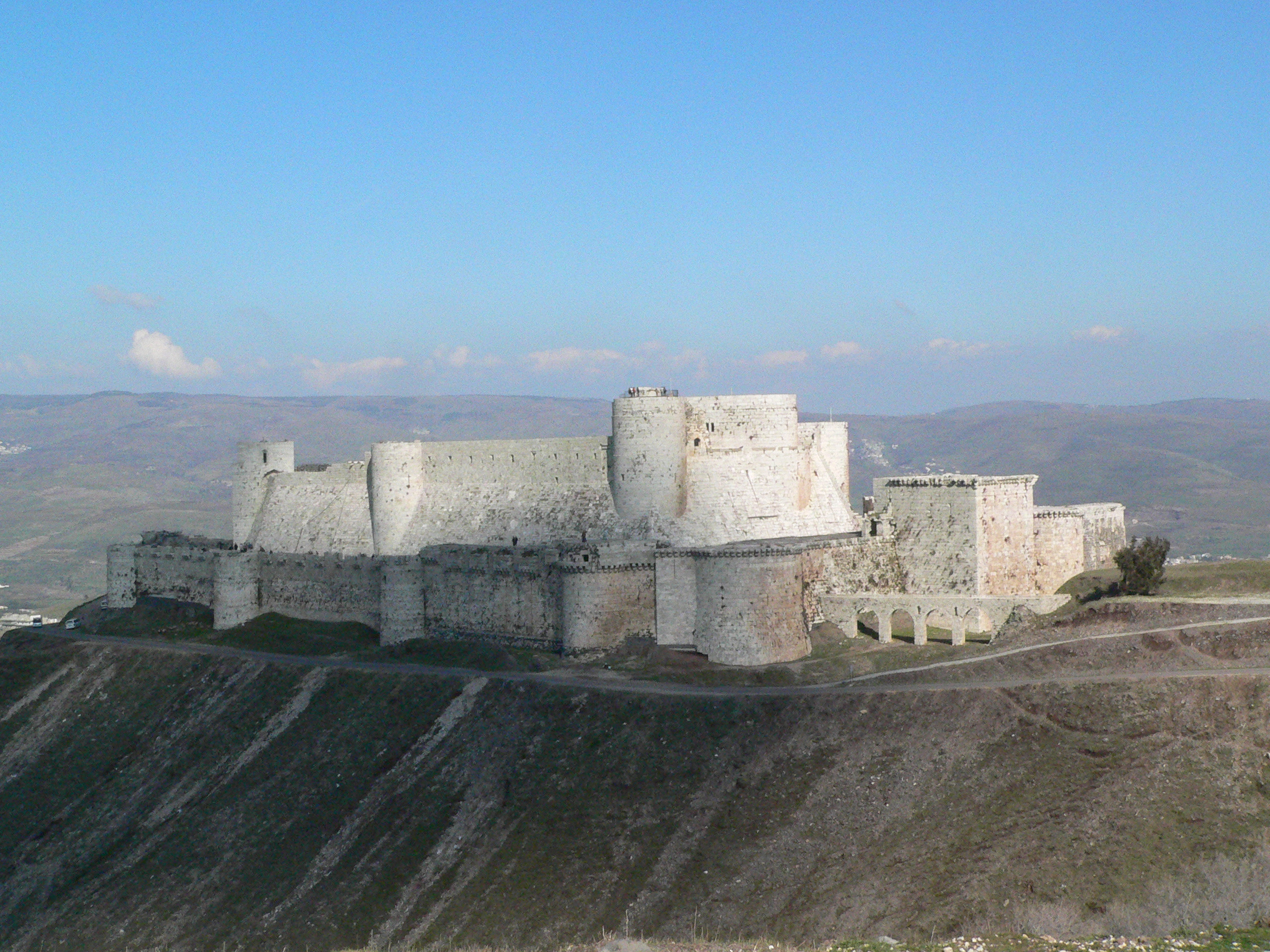
叙利亚的克拉克骑士堡。联合国教科文组织世界遗产

在这些征服行动之后，于格三世与拜巴尔达成了为期一年的休战协议；拜巴尔知道路易九世正在筹划另一场来自欧洲的十字军东征，而埃及将再次成为预定目标。但是十字军转道去了突尼斯，路易九世也死在了那里。这样拜巴尔就抽出手来继续他的征战了：1270年他派刺客杀害了蒙特福特的腓力（Philip of Montfort），1271年他占领了医院骑士和条顿骑士的要塞克拉克骑士堡（Krak des Chevaliers）和蒙特福特城堡（Montfort Castle）。他还围攻了的黎波里，但是在五月当英格兰王子爱德华抵达的时候他放弃了，这是路易九世的十字军中唯一一支抵达东方的。除了与拜巴尔达成一份十年的停战协议，爱德华就无能为力了，虽然对方还想要刺杀他。爱德华于1272年离开，尽管第二次里昂公会议计划于1274年组织另一次十字军东征，但是进一步的大规模远征却始终没有到来。于格三世在大陆上的权威开始崩溃；他是个不受欢迎的国王，而贝鲁特，作为除阿卡和提尔以外仅存的唯一领土，开始独立行事了。它的女继承人，伊贝林的伊莎贝拉（Isabella of Ibelin）（于格二世的遗孀），实际上将其置于了拜巴尔的保护之下。在发现大陆已经无法统治以后，于格三世离开去了塞浦路斯，将阿尔苏夫的巴利安（Balian of Arsuf）作为代理官留下。之后在1277年，安条克的玛丽亚将她对王位的要求卖给了安茹的查理，后者派圣塞韦里诺的罗杰（Roger of San Severino）作为他的代表。威尼斯人和圣殿骑士支持这一要求，而巴利安则无力反对他。拜巴尔于1277年去世，由嘉拉温继承。1281年十年停战到期，由罗杰续期。在1282年的西西里晚祷之后，罗杰返回了欧洲，由奥都·普艾勒奇安（Odo Poilechien）取代。于格三世试图通过1283年在贝鲁特登陆在大陆上重新树立他的权威，但是这毫无用处，他于1284年在提尔去世。他的儿子约翰二世（John II）仓促继位，但也很快就于1285年死去了，王位传给了他的弟弟，于格三世另一个儿子亨利二世（Henry II）。那一年嘉拉温占领了医院骑士团的要塞马卡布（Marqab）。安茹的查理亦于1285年去世，而各军事修会和阿卡公社接受亨利二世为国王；奥都·普艾勒奇安拒绝承认他，但是同意将阿卡让给圣殿骑士团，而不是直接给亨利，而圣殿骑士之后将其交给了国王。威尼斯人和热那亚人之间的战争再次于1287年爆发，而的黎波里于1289年被嘉拉温攻陷。尽管阿卡的沦陷只是个时间问题了，十字军王国的最后覆灭实际上是在1290年由新来的十字军挑起的，他们在阿卡引发了骚乱，还袭击了城里的穆斯林商人。嘉拉温在他能够还击之前就死了，但他的儿子阿什拉夫·哈利勒于1291年四月前来围攻阿卡。阿卡由亨利二世的弟弟提尔的阿马尔里克（Amalric of Tyre），医院骑士，圣殿骑士，以及条顿骑士，威尼斯人和比萨人，格莱里的让一世（Jean I de Grailly）领导的法国驻军，以及格朗松的奥顿（Otton de Grandson）领导的英国驻军防守，但他们的人数处于绝对劣势。亨利二世在围攻中于五月亲自抵达，但是城市于五月18日陷落。亨利，阿马尔里克，奥顿，以及让逃脱了，一位名叫弗洛尔的罗杰（Roger de Flor）的年轻圣殿骑士也逃脱了，但是其他大部分的守卫者没有，包括圣殿骑士团团长博热的纪尧姆。提尔于次日无血开城，西顿于六月陷落，而贝鲁特是在七月。
十字军将他们的总部向北搬到了诸如托尔托萨（Tortosa）之类的城市，但是也失守了，于是被迫将总部重新设在了海外的塞浦路斯。在之后的十年里有一些海军袭击和重夺故土的尝试，但是随着1302/1303年艾尔瓦德岛的失守，耶路撒冷王国在大陆上的存在就此终结。塞浦路斯的列王在之后的数十年间制定了诸多计划以夺回圣地，但都没有成功。在接下来的七个世纪里，直到今天，相当多的欧洲君主都曾使用过耶路撒冷国王的头衔。

## 早期王国中的生活
王国的拉丁人口总是很少的；尽管一支稳定的定居人流和新的十字军不断地抵达，大部分参加过第一次东征战斗的原十字军都直接返乡了。根据提尔的威廉记载，当1100年哥德弗雷围攻阿尔苏夫的时候，王国中“仅能找到三百名骑士和两千名步兵了”。从很久以前，拉丁人就在这殖民地的边缘统治着数量更多的当地穆斯林，希腊和叙利亚人口。但是随着耶路撒冷作为Outremer，法语词，意为“海外”，为人所知，并且随着新一代在王国中成长起来，他们开始视自己为本地人，而不是移民。尽管他们从未放弃他们作为西欧人或者法兰克人的核心身份，他们的衣着、饮食，以及重商主义则集合了许多东方的，尤其是拜占庭的影响。正如沙特尔的富尔彻（Fulcher of Chartres）于大约1124所写的编年史那样，
“就我们而言，我们曾是西方人，现在却被塑造成了东方人。曾经的罗马人或法兰克人在这片土地上被塑造成了加利利人或巴勒斯坦人。曾经的兰斯人或沙特尔人现在变成了提尔或安条克市民。我们已经忘了我们出生的地方；这些地方不是已经不再为我们大多数人所知，就是不再被提及。”
十字军和他们的后裔常常学习说希腊语、阿拉伯语和其它东方语言，并和当地基督徒（无论是希腊人、叙利亚人、或是亚美尼亚人）通婚，有时甚至是和归化的穆斯林。然而，法兰克人的亲王国仍然是伊斯兰心脏上的一块独特的西方殖民地。
富尔彻，第一次十字军东征的参与者和鲍德温一世的牧师，把他的编年史续写到了1127年。富尔彻的编年史广受好评，被西方的其他历史学家奉为一手资料，例如奥德里克·维塔利斯和马姆斯伯里的威廉。几乎就在耶路撒冷刚被占领，以及随后的整个12世纪，许多朝圣者前来并留下了关于新王国的记录；他们中包括英国人西沃夫（Saewulf）、俄国人修道院长丹尼尔（Abbot Daniel）、法兰克人菲特留斯（Fretellus）、拜占庭人约翰尼斯·富卡斯（Johannes Phocas）、还有德国人维尔茨堡的约翰（John of Würzburg）以及狄奥多里克（Theoderich）。除此之外。此后耶路撒冷发生的诸多事件就再没有目击者了，直到提尔的威廉，提尔大主教和耶路撒冷的大臣，于1167年前后开始写作，并于1184年左右去世，尽管他涵盖了第一次十字军东征以及介于富尔彻死后到他自己所处时代中间的年代的诸多信息，主要还是引用了艾克斯的阿尔伯特（Albert of Aix）和富尔彻自己的著作。从穆斯林的视角来看，一个信息的主要来源是乌萨马·伊本·蒙克夫（Usamah ibn Munqidh），一名士兵和频繁往来于大马士革、耶路撒冷和埃及之间的大使，他的回忆录，《沉思录》（Kitab al i'tibar），包含了东方的十字军社会的生动记录。更多的信息可以从诸如图德拉的本杰明和伊本·久拜尔（Ibn Jubayr）等旅行者那里收集到。

### 十字军的社会和人口分布

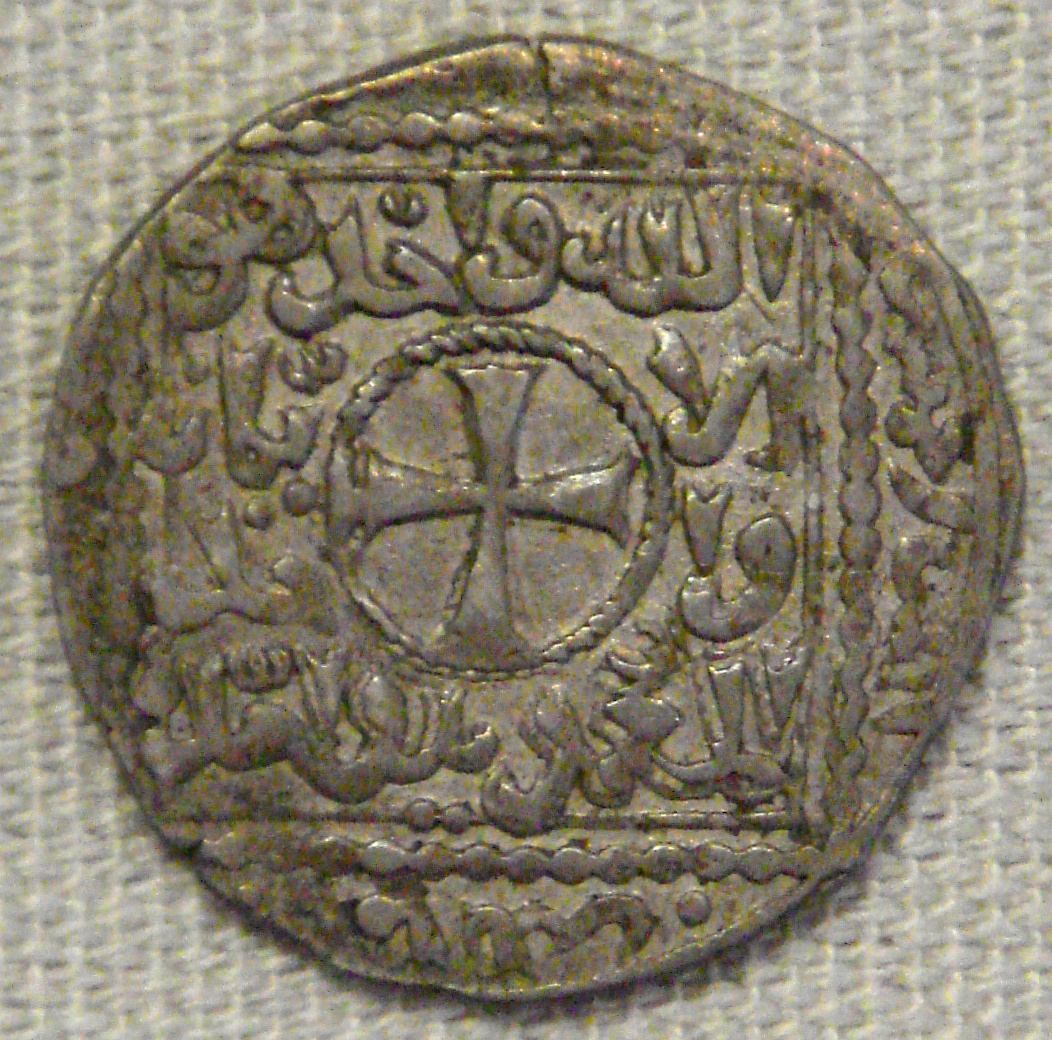
十字军硬币，阿卡，1230年。

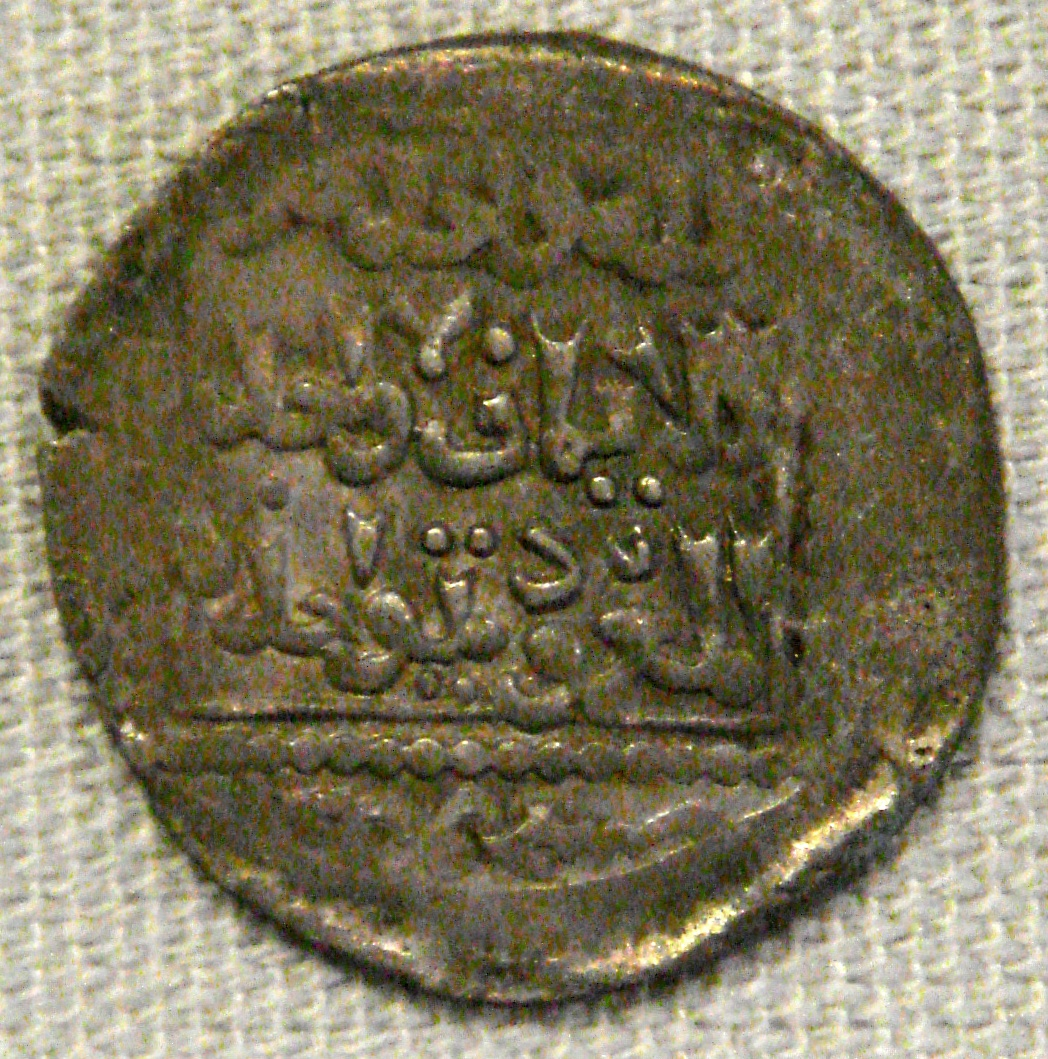
十字军硬币，阿卡，约1230年。

王国实际上从一开始就缺失忠实顺从的人口，并且只有少量的骑士在落实该地区的法律和秩序。随着意大利贸易商行的到来，军事修会的产生，以及欧洲骑士、工匠和农民组成的移民潮，王国内发生的事情越来越多，一个封建的社会形成了，和十字军在欧洲所知的世界相似，但又明显不同。这个社会的本质长期以来都是十字军历史学家们争论的主题。
在19世纪和20世纪早期，法国学者，例如E·G·雷（E. G. Rey）、盖斯通·多都（Gaston Dodu）、以及勒内·格鲁塞相信十字军与当地穆斯林和基督徒生活在一个完整的社会里。罗尼·艾伦布鲁姆（Ronnie Ellenblum）声称这一观点受到了法国帝国主义和殖民主义的影响；如果中世纪的法国十字军能够将他们自己融合进当地社会，那么理所当然的，现代法国在黎凡特的殖民地也能繁荣兴旺。与此相反，在20世纪中叶，诸如约书亚·普拉瓦（Joshua Prawer）、R·C·斯迈尔（R. C. Smail）、麦隆·本文尼斯提（Meron Benvenisti），以及克劳德·卡亨（Claude Cahen）等学者辩称十字军过着与当地居民完全隔绝的生活，后者已经完全阿拉伯化和/或伊斯兰化了，对外国十字军是一个始终存在的威胁。普拉瓦辩称该王国是殖民主义的一个早期尝试，其中十字军是一个少数的统治阶层，他们依靠当地人口生存，却并不试着融入他们。由于这个原因，在黎凡特业已存在的城市中，十字军习惯的欧洲田园社会被更安全的城市社会所取代。
根据艾伦布鲁姆的解释，王国的居民（拉丁基督徒与本地的希腊和叙利亚基督徒、什叶派和逊尼派阿拉伯人、苏菲派、贝都因人、土耳其人、德鲁兹派、犹太人以及撒玛利亚人生活在一起）彼此之间以及和十字军之间都有很大的不同之处。东方基督徒和拉丁十字军之间的关系是“复杂而暧昧的”，不是简单的友好或者敌视。土耳其人是所有人共同的敌人，仅仅是因为他们刚来黎凡特不久，尽管他们在十字军到来之前就实行了统治，普拉瓦和其他人相信他们还不可能彻底伊斯兰化。东方的基督徒，至少，相比突厥领主或穆斯林阿拉伯人，感觉还是更亲近他们的同伴基督徒十字军。
尽管十字军来到了一个古代的城市社会，艾伦布鲁姆辩称他们既没有完全放弃他们乡村式的欧洲生活方式，也没有开始一个完全乡村化的欧式社会。黎凡特的十字军乡镇和欧洲已存的定居点和乡镇类型相似，是一个围绕着要塞的城市和乡村文明的混合物。十字军既没有完全和当地人口融合，也没有待在城里把他们自己和乡下的本地人隔离开来，而是更倾向于同时定居在城市和乡村地区；准确地说，他们定居在传统上东方基督徒居住的地方。传统的穆斯林地区只有极少的十字军定居点，只是因为那些地方的本地基督徒居民也本来就很少。
进入这个混合的社会后，十字军们适应了现有的制度，并从欧洲引进了他们自己熟悉的风俗。如同在欧洲，贵族们拥有自己的附庸，而他们自己则附庸于国王。农业生产则由伊克塔（iqta） 来管理，这是一种穆斯林的土地所有和支付体系，大致（尽管远不是完全）相当于欧洲的封建体系，而这一体系并没有被十字军严重破坏。
正如汉斯·迈耶（Hans Mayer）所说，“拉丁王国的穆斯林居民极少在拉丁的编年史中出现”，所以他们在社会上的角色的相关信息很难找到。十字军“有一种忽略这些事情的自然倾向，仅仅是因为不感兴趣，理所当然不值得一记。”尽管穆斯林，以及犹太人和东方基督徒，在乡下几乎没有任何权利，在那里他们实际上是拥有土地的十字军领主的资产，对于其它信仰的宽容程度大体上并不比中东其它地方更高或更低。希腊人、叙利亚人和犹太人继续生活在他们之前居住的地方，服从于他们自己的法律和法庭，只不过他们从前的穆斯林领主被十字军取代了而已；穆斯林现在加入了他们，居于社会的最底层。牧师（ra'is），穆斯林或叙利亚社区的领袖，是任何拥有这片土地的贵族的附庸，但是当没有十字军贵族当地主的时候，牧师们和他们的聚落则拥有高度的自治。
阿拉伯-安达卢斯的地理学家和旅行家，敌视法兰克人的伊本·久拜尔，如此描述生活在12世纪末基督徒十字军的耶路撒冷王国治下的穆斯林：

我们经一条道路离开提卜宁（Tibnin），跑过穆斯林居住的农庄，他们在法兰克人的治下确实过得很好——愿安拉保佑我们抵挡住这样诱惑！对他们征收的规定是收获时交出一半的粮食作物，一份一第纳尔七其拉特的人头税，以及果树的少量税收。穆斯林拥有自己的房子，用他们自己的方式管理自己。这就是法兰克人领土上的农庄和大村庄的组织方式。当看到他们居住在穆斯林统治地区的同胞们的条件远不能称为舒适的时候，很多穆斯林都极想在这里定居。对穆斯林来说不幸的是，在他们的教友治理下的土地上，他们总有理由抱怨长官的不公，而他们除了赞美法兰克人的品行以外什么都得不到，后者的公正却是他们始终可以依靠的。

在城里，穆斯林和东方基督徒是自由的，尽管耶路撒冷本身不允许穆斯林居住。他们是二等公民，不参与政治和法律，也不为国王服兵役，尽管在一些城市里他们占了人口的大部分。同样，意大利城邦的公民住在港口城市的自治区时也不承担任何义务。
有一些数目未知的穆斯林奴隶生活在王国里。阿卡有一座非常大的奴隶市场，在整个十二和十三世纪都在运作。尽管基督徒，无论是西方的还是东方的，按照法律都被禁止贩卖为奴，本地基督徒也常常被与穆斯林人口区分开，而意大利商人有时却被指控把他们和穆斯林奴隶一起贩卖。相比于赎回，被贩卖为奴还算不上是通常情况，特别是对于战俘而言尤其如此；每年在袭击和战斗中被抓的大量囚犯确保了赎金在基督徒和穆斯林国家之间自由流动。对于囚犯和奴隶来说，逃跑也许并不难，因为乡下的居民主要还是穆斯林，而逃亡的奴隶却始终是个问题。获得解放的唯一法律手段是改信（天主）基督教。没有基督徒，无论是西方的还是东方的，在法律上是被允许贩卖为奴的。
游牧的贝都因部落被认为是国王的财产，并受到他的保护。他们和其他财产一样可以被出售或转让，在稍后的12世纪他们常常处于一个较小的贵族或某个军事修会的保护之下。
在21世纪，文化融合还是文化隔离，关于这个问题的立场还是有争议的。法兰克人和本地穆斯林与基督徒之间的融合，虽然混乱，却因为能够切实共存而占了上风。尽管或许言过其实，西扎（Shaizar）的乌萨马·伊本·蒙克夫穿越安条克和耶路撒冷的旅行记录描述了一种超越种族偏见之上的贵族层面上的的交流。穆斯林和基督徒之间的联系建立在行政管理或个人的层面上（在税务或翻译基础上），而不是在社群之间或文化上的，以封建领主对从下属的关系为代表。文化之间融合的证据仍然稀缺，但是跨文化的合作和彼此之间复杂的社会影响的证据则证明是更常见的。口头译员和文字翻译的关键作用，在与叙利亚官员和阿拉伯头领关于利益谈判的过程中，在两边都作为直接的需求表现了出来。关于和说阿拉伯语的基督徒、少量阿拉伯化的犹太人、以及穆斯林组成的家庭的描述代表了一种不像20世纪中叶的历史学家描述的那么分化的关系。相比之下，作为法兰克基督徒的共同点，拥有非法兰克的牧师、医生、以及家庭中的其他成员、还有跨文化的社区代表了标准意义上的歧视是缺乏的。耶路撒冷居民提尔的威廉抱怨了一种雇佣犹太或穆斯林医生取代他们的拉丁和法兰克同行的趋势。甚至有证据表明法兰克人关于卫生的文化和社会风俗也发生了转变（他们因缺乏清洗而在阿拉伯人中臭名昭著，还有关于澡堂文化的知识），现在还要保证国内除了灌溉以外的用水供应。

### 人口
对王国的人口做出一个准确的估计是很重要的。约西亚·罗素（Josiah Russell）推算，在十字军时期，整个叙利亚有230万人口，可能有1,1000个村子；当然其中的大部分，即使是在所有十字军四国的全盛时期，也处于十字军的统治之外。据约书亚·普拉瓦和麦隆·本文尼斯提等学者估计，最多有120,000法兰克人和100,000穆斯林居住在城市，另有25万穆斯林和东方基督徒农民住在乡下。十字军占总人口的15-25%。本杰明·Z·凯达（Benjamin Z. Kedar）估计王国里有三十万到三十六万之间的非法兰克人，其中二十五万是住在乡下的村民，并且“可以设想穆斯林在耶路撒冷王国的某些，也许是大部分地区都占了大多数⋯⋯”正如罗尼·艾伦布鲁姆指出的那样，根本没有足够的现存证据来精确统计人口，任何估算从本质上来说都是不可靠的。当时的编年史作家威廉的提尔记下了1183年的人口普查，这次人口普查是为了确定在抵抗入侵时可以动用的人员数量，以及确定从穆斯林或基督徒居民中分别可以收到的税金数量。但就算人口真的被统计出来，威廉也没有记下数目。在13世纪，伊贝林的约翰制定了一份各封地及每片封地上拥有骑士数量的清单，但是其中并没有给出非贵族、非拉丁人口的情况。
拜巴尔领导的马穆鲁克，终于信守承诺，从法兰克人手里净化了整个中东。随着安条克（1268）、的黎波里（1289）、以及阿卡（1291）的陷落，那些没能离开城市的基督徒都被屠杀或奴役，而基督徒在黎凡特统治的最后一点痕迹也消失了。

### 经济

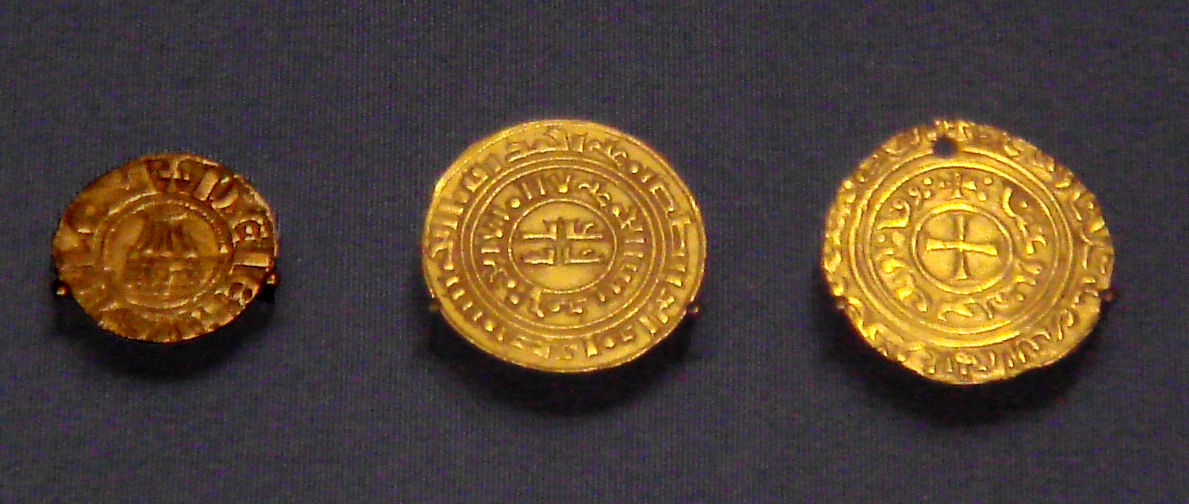
耶路撒冷王国的十字军硬币。左：印有圣墓的欧式德涅尔（1162-75）。中：库法体的金贝赞特（1140-80）。右：带有基督教符号的金贝赞特（1250年代）。金币起先是仿造第纳尔并刻有库法体，但是自1250年教宗对此表示不满以后，基督教符号被加了上去。（大英博物馆）

这一地区的城市组成，结合了意大利商人的存在，导致了一种更加商业化而非农业化的经济发展。巴勒斯坦一直是贸易的十字路口；现在，这种贸易也延伸到了欧洲。欧洲的货物，例如北欧的羊毛纺织品，也来到了中东和亚洲，而亚洲货物则被运回欧洲。耶路撒冷主要参与了丝绸、棉花和香料贸易；其它通过十字军耶路撒冷的贸易在欧洲首次出现的项目包括橙橘和糖。之后的提尔的威廉称其“对人们的使用和健康都很有必要。”在乡下，小麦，大麦，豆类，橄榄，葡萄和耶枣都有种植。由于《瓦蒙迪协议》等商业条约，意大利城邦从该贸易中获得了经济利益，并影响了之后几个世纪的文艺复兴。
耶路撒冷通过纳贡来收钱，开始是从尚未被占领的沿海城市，之后是从十字军无法直接征服的其它邻近国家例如大马士革和埃及。当鲍德温一世将他的统治扩展到外约旦以后，耶路撒冷的收入又增加了从叙利亚到埃及或阿拉伯半岛的穆斯林马队的税收。耶路撒冷的货币经济意味着他们的人力问题可以通过雇佣佣兵来得到部分的解决，在中世纪的欧洲这并不常见。雇佣军可能是欧洲的十字军战友，或者，也许更常见的情况是穆斯林士兵，包括著名的突厥人之子（Turcopoles）。

### 教育

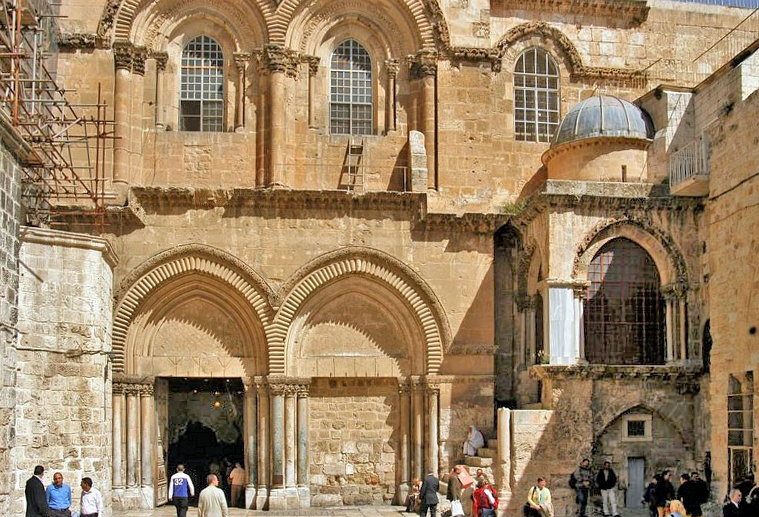
圣墓教堂的正门

耶路撒冷是王国的教育中心，在圣墓教堂有一座学校教授阅读和书写拉丁文的基本技能；对于相对富裕的商人阶层来说，这就意味着他们的孩子可以在那里和贵族子弟一同接受教育──或许提尔的威廉就是未来的国王鲍德温三世的同班同学。更高等的教育就必须由某座欧洲的大学承担了；大学的发展在十字军文化里是不可能的，在那里战争远比哲学或神学更重要。然而，法兰克的贵族和平民人群对较高的文化水平都很关注：律师和文员大有人在，对于法律、历史和其他学科的研究是王室家庭和贵族热衷的消遣方式。耶路撒冷有一座大型图书馆，不仅收藏了古代和中世纪的拉丁文作品，还有阿拉伯语文献，其中很大一部分显然是在1154年的一场海难以后从乌萨马·伊本·蒙克夫和他的随从那里缴来的。圣墓教堂内有王国的国家写字室，城里有一位书记官，王室的法令和其它文件都在那里制定。除了拉丁语，中世纪欧洲标准的书面语言，十字军耶路撒冷的民众平时在口头上用法语和意大利语交流；希腊语，亚美尼亚语，甚至是阿拉伯语都被法兰克定居者使用。

### 艺术和建筑

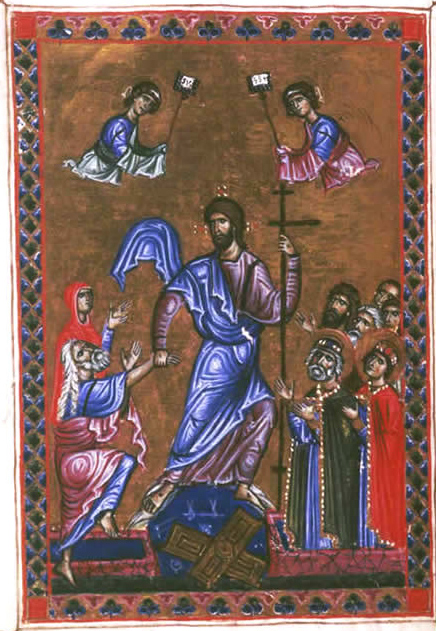
《梅丽森德诗篇》第9页反面——《地狱的劫难》

在耶路撒冷城里，最伟大的建筑成就是西方哥特式的圣墓教堂的扩建。这次扩建将这个位置上所有分散的圣迹都合并进了一座建筑里，直到1149年才完工。在耶路撒冷以外，城堡和堡垒是建造的重点：外约旦的克拉克和蒙特利尔，以及雅法附近的伊贝林就是十字军城堡的无数范例之一。
十字军的艺术是西方、拜占庭以及伊斯兰类型的混合物。主要城市的特色有公共浴室、室内管道、以及在全世界其它大部分都市和城镇都缺乏的其它先进的卫生工具。十字军艺术最具代表性的例子也许就是梅丽森德诗篇了，这部泥金装饰手抄本定制于1135到1143年之间，现存于大英图书馆，此外还有精雕细琢的两座拿撒勒首府。绘画和马赛克也是王国里流行的艺术形式，但是其中很多都于13世纪被马穆鲁克摧毁了，只有最为坚实的堡垒在反复争夺中幸存了下来。

### 政府和法律体系
第一次十字军东征刚结束的时候，土地都分散在哥德弗雷忠诚的附庸手里，形成了王国里为数众多的封建贵族领地。这一点被哥德弗雷的继承人延续了下去。这些贵族领地的数量和重要程度在整个十二和十三世纪都有变化，而许多城市都是王室领地的一部分。国王有一些国家官员辅助。国王和宫廷通常位于耶路撒冷，但是由于对穆斯林的禁令，首都很小，人也不多。国王经常在阿卡、纳布卢斯、提尔、或其它任何地方就地处理政务。在耶路撒冷，在圣殿骑士团建立以前，王室最初居住在圣殿山上，后来住在了环绕大卫塔的宫殿建筑群里；在阿卡有另一座宫殿群。
因为贵族往往住在耶路撒冷而非乡下的住宅里，他们对国王有比在欧洲时更大的影响。贵族们和主教们一起组成了高等法院，负责确认新国王（或者是摄政，如果有必要的话）的选举、收税、铸币、给国王拨款、以及扩军。高等法院是王国唯一的贵族司法机构，审理诸如谋杀、强奸和叛国之类的刑事案件，以及比较简单的封建纠纷，例如释放奴隶、买卖封地，还有其他的份内职责。处罚包括没收土地和流放，或者在极端情况下的死刑。王国的第一批法律，根据传统说法，是在布永的哥德弗雷的短暂在位时制定的，但是更有可能是鲍德温二世在1120年的纳布卢斯会议上制定的。本杰明·Z·凯达辩称纳布卢斯会议的规定使用于12世纪，但是到13世纪就废弃不用了。马万· 纳德尔（Marwan Nader）对此表示怀疑，提出这些规定可能并没有在整个王国的所有时期得到使用。这些法律最完整的合集，组成了我们所知的《耶路撒冷法令》，是在13世纪中叶写成的，尽管其中有许多都被认为起源于十二世纪。
也有其它较小的法庭是为非贵族和非拉丁人设立的；市民法庭（Cour des Bourgeois）为非贵族的拉丁人主持公道，处理较轻的刑事案件例如例如斗殴和盗窃，并在与非拉丁人的纠纷中维护法规，后者拥有较少的法律权利。特别法庭例如经济法庭（Cour de la Fond）（处理市场中的商业纠纷）和海事法庭（Cour de la Mer）（一座海事法庭）存在于沿海城市。本地的伊斯兰和东方基督徒法庭继续运作的程度不明，但是牧师们可能在地方这一级上行使着一定的法律权威。叙利亚人法庭（Cour des Syriens）审理本地基督徒（“叙利亚人”）的非刑事案件。至于刑事案件，非拉丁人会被提交市民法庭审问（或者甚至是高等法院，如果罪行足够严重的话）。
由于自第一次十字军东征以后多年的军事和海上援助，意大利公社从王国最初的时候就被授予了几乎完全的自治权。这项自治权包括执法的权力，尽管他们的管辖权可以管理的案件种类在不同时期都有变化。
国王被认为是高等法院的领袖，尽管在法律上他只是「同僚中的首席」（primus inter pares）。

## 耶路撒冷王国的纹章

耶路撒冷王国的官方徽章

耶路撒冷王国的纹章，经历了数个不同的版本，是一个金十字置在银底上，对于纹章学中的颜色规则来说是一个著名的异类和例外，因为把金属放在金属上是被禁止的。
这是已知最早的纹章之一。主十字是一个拐杖十字（cross potent）（由于用在这里因此也被称为耶路撒冷十字），而小十字是希腊十字，是王国受到的诸多拜占庭影响之一。